# Morti nel 2025
| Questa pagina contiene informazioni ricavate automaticamente dalle voci biografiche con l'ausilio del template Bio e di un bot. L'aggiornamento è periodico e automatico e ricostruisce completamente la pagina. Se manca una persona in questa lista, sei pregato di non aggiungerla, ma accertati piuttosto che la sua voce biografica contenga il template Bio e che i dati anagrafici siano correttamente compilati. Se il template Bio manca, inseriscilo tu stesso o, in alternativa, metti l'avviso {{tmp\|Bio}} che ne segnala la mancanza. Se i dati riportati sono sbagliati, correggi direttamente la voce biografica; le modifiche saranno visibili in questa lista entro pochi giorni. Per chiarimenti vedi il progetto biografie. La lista contiene solo le 1.340 persone che sono citate nell'enciclopedia e per le quali è stato implementato correttamente il template Bio. Pagina aggiornata al 21 ago 2025. |

## Gennaio(203)
- 1º gennaio - Jack Ferguson, pallanuotista britannico (n. 1930)
- 1º gennaio - David Lodge, scrittore, critico letterario e anglista britannico (n. 1935)
- 1º gennaio - Sally Oppenheim-Barnes, politica britannica (n. 1928)
- 1º gennaio - Nora Orlandi, cantante, compositrice e pianista italiana (n. 1933)
- 1º gennaio - Ruggero Savinio, pittore e scrittore italiano (n. 1934)
- 1º gennaio - Maria Grazia Sestero, politica e insegnante italiana (n. 1942)
- 2 gennaio - Aldo Agroppi, calciatore e allenatore di calcio italiano (n. 1944)
- 2 gennaio - Italo De Lorenzo, bobbista e imprenditore italiano (n. 1939)
- 2 gennaio - Derek Humphry, giornalista, saggista e attivista britannico (n. 1930)
- 2 gennaio - Ágnes Keleti, ginnasta ungherese (n. 1921)
- 2 gennaio - Werner Leimgruber, calciatore svizzero (n. 1934)
- 2 gennaio - Ralph Mann, ostacolista statunitense (n. 1949)
- 2 gennaio - Roger Mantovani, conduttore radiofonico, doppiatore e attore italiano (n. 1967)
- 2 gennaio - Cristóbal Ortega, calciatore e allenatore di calcio messicano (n. 1956)
- 2 gennaio - Ján Zachara, pugile cecoslovacco (n. 1928)
- 3 gennaio - La Chunga, artista spagnola (n. 1938)
- 3 gennaio - Jeff Baena, sceneggiatore e regista statunitense (n. 1977)
- 3 gennaio - Bertrand Bouvier, traduttore, grecista e scrittore svizzero (n. 1929)
- 3 gennaio - Howard Buten, scrittore, psicologo e violinista statunitense (n. 1950)
- 3 gennaio - Raimondo Cagiano de Azevedo, statistico e economista italiano (n. 1942)
- 3 gennaio - A.D.O.R., rapper statunitense (n. 1969)
- 3 gennaio - Carlo Diappi, costumista italiano (n. 1948)
- 3 gennaio - Hiroshi Hara, architetto giapponese (n. 1936)
- 3 gennaio - Richard Hays, teologo, biblista e predicatore statunitense (n. 1948)
- 3 gennaio - Gilbert Van Binst, calciatore belga (n. 1951)
- 3 gennaio - Brenton Wood, cantante statunitense (n. 1941)
- 4 gennaio - Mathías Acuña, calciatore uruguaiano (n. 1992)
- 4 gennaio - Claude Allègre, fisico, geologo e politico francese (n. 1937)
- 4 gennaio - José Luis Beltrán, cestista argentino (n. 1956)
- 4 gennaio - Emilio Echevarría, attore messicano (n. 1944)
- 4 gennaio - Richard Foreman, drammaturgo e regista teatrale statunitense (n. 1937)
- 4 gennaio - Barry Kramer, cestista statunitense (n. 1942)
- 4 gennaio - Arrigo Padovan, ciclista su strada italiano (n. 1927)
- 4 gennaio - Jenny Randerson, baronessa Randerson, politica gallese (n. 1948)
- 5 gennaio - Anne-Marie Comparini, politica francese (n. 1947)
- 5 gennaio - Robert Hübner, scacchista tedesco (n. 1948)
- 5 gennaio - Al MacNeil, dirigente sportivo, hockeista su ghiaccio e allenatore di hockey su ghiaccio canadese (n. 1935)
- 5 gennaio - Mike Rinder, dirigente d'azienda australiano (n. 1955)
- 5 gennaio - Kōstas Sīmitīs, politico e economista greco (n. 1936)
- 5 gennaio - Juan Manuel Villa, calciatore spagnolo (n. 1938)
- 6 gennaio - Günter Bechly, paleontologo e entomologo tedesco (n. 1963)
- 6 gennaio - Giuseppe Chiaravalloti, magistrato e politico italiano (n. 1934)
- 6 gennaio - Thomas Dunne, militare britannico (n. 1933)
- 6 gennaio - Jorge Flores González, cestista messicano (n. 1954)
- 6 gennaio - Aristide Gunnella, politico e dirigente d'azienda italiano (n. 1931)
- 6 gennaio - Dušan Maravić, calciatore jugoslavo (n. 1939)
- 7 gennaio - Carolyn Brown, danzatrice e coreografa statunitense (n. 1927)
- 7 gennaio - Ayla Erduran, violinista turca (n. 1934)
- 7 gennaio - Jean-Marie Le Pen, politico francese (n. 1928)
- 7 gennaio - Walter Martos, politico e militare peruviano (n. 1957)
- 7 gennaio - Brian Matusz, giocatore di baseball statunitense (n. 1987)
- 7 gennaio - Joseph Trần Xuân Tiếu, vescovo cattolico vietnamita (n. 1944)
- 7 gennaio - Peter Yarrow, cantante, chitarrista e attivista statunitense (n. 1938)
- 8 gennaio - Gabriel de Broglie, storico, politico e diplomatico francese (n. 1931)
- 8 gennaio - Fabio Cudicini, calciatore italiano (n. 1935)
- 8 gennaio - Kjell-Olof Feldt, politico svedese (n. 1931)
- 8 gennaio - Rino Tommasi, giornalista, conduttore televisivo e telecronista sportivo italiano (n. 1934)
- 9 gennaio - Black Bart, wrestler statunitense (n. 1948)
- 9 gennaio - Phyllis Dalton, costumista britannica (n. 1925)
- 9 gennaio - Renzo Francescotti, poeta e scrittore italiano (n. 1938)
- 9 gennaio - Rex Holman, attore statunitense (n. 1928)
- 9 gennaio - Manuel Elkin Patarroyo, medico colombiano (n. 1946)
- 9 gennaio - Otto Schenk, regista, attore e direttore artistico austriaco (n. 1930)
- 10 gennaio - Ricky Gallon, cestista statunitense (n. 1957)
- 10 gennaio - Raimondo Galuppo, politico e dirigente sportivo italiano (n. 1946)
- 10 gennaio - Thelma Hopkins, altista britannica (n. 1936)
- 10 gennaio - Mario Manfredi, politico italiano (n. 1943)
- 10 gennaio - Sam Moore, cantante, musicista e ballerino statunitense (n. 1935)
- 10 gennaio - Longin Pastusiak, politico, storico e politologo polacco (n. 1935)
- 10 gennaio - Nélson Silva Pacheco, calciatore colombiano (n. 1944)
- 11 gennaio - Merle Louise, attrice teatrale e soprano statunitense (n. 1934)
- 11 gennaio - Roberto Oltramari, calciatore italiano (n. 1939)
- 11 gennaio - Nane Zavagno, artista italiano (n. 1932)
- 12 gennaio - Leslie Charleson, attrice statunitense (n. 1945)
- 12 gennaio - Alberto Colla, compositore, teorico della musica e saggista italiano (n. 1968)
- 12 gennaio - Claude Jarman Jr., attore statunitense (n. 1934)
- 12 gennaio - Masahiro Mori, ingegnere giapponese (n. 1927)
- 12 gennaio - Darryl Pearce, cestista australiano (n. 1960)
- 12 gennaio - Isaías Rodríguez, giurista, politico e diplomatico venezuelano (n. 1942)
- 12 gennaio - Giampiero Schiavo, calciatore italiano (n. 1939)
- 12 gennaio - Lynne Taylor-Corbett, coreografa e regista teatrale statunitense (n. 1946)
- 13 gennaio - Tony Book, calciatore e allenatore di calcio britannico (n. 1934)
- 13 gennaio - Bernd Cullmann, velocista tedesco (n. 1939)
- 13 gennaio - Keith Griffith, allenatore di calcio barbadiano (n. 1947)
- 13 gennaio - Elgar Howarth, direttore d'orchestra, compositore e trombettista britannico (n. 1935)
- 13 gennaio - Gabriele Lolli, matematico e logico italiano (n. 1942)
- 13 gennaio - Jean Penders, politico olandese (n. 1939)
- 13 gennaio - Franco Piperno, attivista e saggista italiano (n. 1943)
- 13 gennaio - Oliviero Toscani, fotografo italiano (n. 1942)
- 13 gennaio - Vicente Vega, calciatore venezuelano (n. 1955)
- 14 gennaio - Pellegrino Capaldo, banchiere, economista e politico italiano (n. 1939)
- 14 gennaio - Fausto Colombo, sociologo italiano (n. 1955)
- 14 gennaio - Furio Colombo, giornalista, scrittore e politico italiano (n. 1931)
- 14 gennaio - Jürgen Graf, scrittore, filologo e traduttore svizzero (n. 1951)
- 14 gennaio - Marc Hollogne, attore, regista teatrale e compositore belga (n. 1961)
- 14 gennaio - Ladislav Hučko, vescovo cattolico slovacco (n. 1948)
- 14 gennaio - Thomas P. Salmon, politico statunitense (n. 1932)
- 14 gennaio - Emilio Soana, trombettista italiano (n. 1943)
- 15 gennaio - Anna Maria Ackermann, attrice italiana (n. 1932)
- 15 gennaio - Paul Danan, attore e personaggio televisivo britannico (n. 1978)
- 15 gennaio - Aldo Dorigo, calciatore italiano (n. 1929)
- 15 gennaio - Diane Langton, attrice, cantante e ballerina britannica (n. 1944)
- 15 gennaio - Roberto Malquori, artista italiano (n. 1929)
- 15 gennaio - Melba Montgomery, cantautrice statunitense (n. 1938)
- 15 gennaio - Jeannot Szwarc, regista, sceneggiatore e produttore televisivo francese (n. 1939)
- 15 gennaio - Gus Williams, cestista statunitense (n. 1953)
- 16 gennaio - Harry Bild, calciatore svedese (n. 1936)
- 16 gennaio - Sabah Bizi, calciatore albanese (n. 1946)
- 16 gennaio - Jacques Guittet, schermidore francese (n. 1930)
- 16 gennaio - David Lynch, regista, sceneggiatore e attore statunitense (n. 1946)
- 16 gennaio - Federico Manca, scacchista italiano (n. 1969)
- 16 gennaio - Carlo Alberto Neri, pianista, direttore d'orchestra e compositore italiano (n. 1950)
- 16 gennaio - Joan Plowright, attrice britannica (n. 1929)
- 16 gennaio - Francisco San Martin, attore spagnolo (n. 1985)
- 16 gennaio - Margarita Štărkelova, cestista bulgara (n. 1951)
- 16 gennaio - Bob Uecker, giocatore di baseball e attore statunitense (n. 1934)
- 16 gennaio - Masaharu Ueda, direttore della fotografia giapponese (n. 1938)
- 16 gennaio - Dmitrij Volkov, nuotatore sovietico (n. 1966)
- 17 gennaio - Jules Feiffer, sceneggiatore, fumettista e disegnatore statunitense (n. 1929)
- 17 gennaio - Didier Guillaume, politico francese (n. 1959)
- 17 gennaio - Herbert Henck, pianista e compositore tedesco (n. 1948)
- 17 gennaio - Denis Law, calciatore scozzese (n. 1940)
- 17 gennaio - Martin Pollack, scrittore e giornalista austriaco (n. 1944)
- 17 gennaio - François Ponchaud, presbitero, missionario e scrittore francese (n. 1939)
- 17 gennaio - Punsalmaagiin Ochirbat, politico mongolo (n. 1942)
- 17 gennaio - Jan Shepard, attrice statunitense (n. 1928)
- 18 gennaio - Garry Brooke, calciatore inglese (n. 1960)
- 18 gennaio - Riccardo Chieppa, magistrato italiano (n. 1926)
- 18 gennaio - Lorenzo Infantino, filosofo e sociologo italiano (n. 1948)
- 18 gennaio - Nicolae Oaidă, calciatore rumeno (n. 1933)
- 18 gennaio - Romano Penna, presbitero, biblista e traduttore italiano (n. 1937)
- 18 gennaio - Claire van Kampen, compositrice, drammaturga e regista teatrale britannica (n. 1953)
- 19 gennaio - Remigio Barbieri, giornalista, scrittore e antifascista italiano (n. 1930)
- 19 gennaio - Jimmy Calderwood, calciatore e allenatore di calcio scozzese (n. 1955)
- 19 gennaio - Eva Klein, biologa e immunologa ungherese (n. 1925)
- 19 gennaio - Pierre Sorlin, critico cinematografico, storico e saggista francese (n. 1933)
- 19 gennaio - Giorgio Tori, archivista e storico italiano (n. 1941)
- 20 gennaio - Bertrand Blier, regista e sceneggiatore francese (n. 1939)
- 20 gennaio - Franco Giustinelli, politico, insegnante e saggista italiano (n. 1940)
- 20 gennaio - Willard Ikola, hockeista su ghiaccio statunitense (n. 1932)
- 20 gennaio - Tom McVie, hockeista su ghiaccio, allenatore di hockey su ghiaccio e dirigente sportivo canadese (n. 1935)
- 20 gennaio - Fred Newhouse, velocista statunitense (n. 1948)
- 20 gennaio - Romano Rizzato, pittore e illustratore italiano (n. 1936)
- 20 gennaio - Reinhard Todt, politico austriaco (n. 1949)
- 21 gennaio - Abdul Salam Al-Mukhaini, calciatore omanita (n. 1988)
- 21 gennaio - Valérie André, generale e aviatrice francese (n. 1922)
- 21 gennaio - Luca Beatrice, critico d'arte e saggista italiano (n. 1961)
- 21 gennaio - Mauricio Funes, politico e giornalista salvadoregno (n. 1959)
- 21 gennaio - Nunzia Greton, cantante italiana (n. 1945)
- 21 gennaio - Garth Hudson, musicista e polistrumentista canadese (n. 1937)
- 21 gennaio - Paolo Novelli, fotografo e artista italiano (n. 1976)
- 22 gennaio - Constantin Abăluță, giornalista, poeta e politico rumeno (n. 1938)
- 22 gennaio - Sergio Bazzini, regista e sceneggiatore italiano (n. 1935)
- 22 gennaio - Barry Michael Cooper, giornalista e sceneggiatore statunitense (n. 1958)
- 22 gennaio - Colonel DeBeers, wrestler statunitense (n. 1945)
- 22 gennaio - Barry Goldberg, tastierista, cantautore e produttore discografico statunitense (n. 1942)
- 22 gennaio - Michael Longley, poeta britannico (n. 1939)
- 22 gennaio - Francesco Paolo Lucchese, politico italiano (n. 1935)
- 22 gennaio - Charlotte Raven, scrittrice, giornalista e anglista britannica (n. 1969)
- 22 gennaio - Kimmo Tauriainen, calciatore finlandese (n. 1972)
- 23 gennaio - Anthony Basso, calciatore francese (n. 1979)
- 23 gennaio - Madior Diouf, politico senegalese (n. 1939)
- 23 gennaio - Giorgio Favretto, attore, doppiatore e direttore del doppiaggio italiano (n. 1941)
- 23 gennaio - Zibby Oneal, scrittrice statunitense (n. 1934)
- 24 gennaio - Antonio D'Agostino, regista italiano (n. 1938)
- 24 gennaio - Dīmītrīs Domazos, calciatore greco (n. 1942)
- 24 gennaio - Joan Hanham, politica britannica (n. 1939)
- 24 gennaio - Gianfranco Manfredi, cantautore, scrittore e sceneggiatore italiano (n. 1948)
- 25 gennaio - Anastasio, arcivescovo ortodosso greco (n. 1929)
- 25 gennaio - Greg Bell, lunghista statunitense (n. 1930)
- 25 gennaio - Filippo Collura, politico italiano (n. 1944)
- 25 gennaio - Dražen Dalipagić, cestista, allenatore di pallacanestro e dirigente sportivo jugoslavo (n. 1951)
- 25 gennaio - Basil Hiley, fisico britannico (n. 1935)
- 26 gennaio - Kazuyoshi Akiyama, direttore d'orchestra giapponese (n. 1941)
- 26 gennaio - Moses Effiong, calciatore nigeriano (n. 1959)
- 26 gennaio - Gary Phillips, cestista statunitense (n. 1939)
- 27 gennaio - Simonetta Avalle, allenatrice di pallavolo italiana (n. 1950)
- 27 gennaio - Guido Citterio, pattinatore di velocità su ghiaccio italiano (n. 1931)
- 27 gennaio - Giorgio Giannelli, giornalista, scrittore e politico italiano (n. 1926)
- 27 gennaio - Baldur Preiml, saltatore con gli sci austriaco (n. 1939)
- 27 gennaio - Ian Vermaak, tennista sudafricano (n. 1933)
- 28 gennaio - Miranda Cicognani, ginnasta italiana (n. 1936)
- 28 gennaio - Marina Colasanti, scrittrice, pittrice e traduttrice italiana (n. 1937)
- 28 gennaio - Leroy DeLeon, calciatore trinidadiano (n. 1948)
- 28 gennaio - Arnaldo Gruarin, rugbista a 15 francese (n. 1938)
- 28 gennaio - Galina Minaičeva, ginnasta sovietica (n. 1929)
- 28 gennaio - Richard Nelson, economista statunitense (n. 1930)
- 28 gennaio - Mahmoud Saeed, scrittore e blogger iracheno (n. 1939)
- 28 gennaio - Marcantonio Trevisani, ammiraglio italiano (n. 1948)
- 28 gennaio - Jorge Luis Valdés, giocatore di baseball cubano (n. 1961)
- 28 gennaio - Muhammad bin Fahd Al Sa'ud, principe, politico e imprenditore saudita (n. 1950)
- 29 gennaio - Benito Davanzati, calciatore italiano (n. 1936)
- 29 gennaio - Denis Devaux, calciatore francese (n. 1939)
- 29 gennaio - Egon Håkanson, cestista svedese (n. 1940)
- 29 gennaio - Vadim Naumov, pattinatore artistico su ghiaccio russo (n. 1969)
- 29 gennaio - Inna Voljanskaja, pattinatrice artistica su ghiaccio sovietica (n. 1965)
- 29 gennaio - Richard Williamson, vescovo britannico (n. 1940)
- 29 gennaio - Evgenija Šiškova, pattinatrice artistica su ghiaccio sovietica (n. 1972)
- 30 gennaio - Dick Button, pattinatore artistico su ghiaccio statunitense (n. 1929)
- 30 gennaio - Marianne Faithfull, cantante e attrice britannica (n. 1946)
- 30 gennaio - Alfredo Meocci, dirigente pubblico, politico e giornalista italiano (n. 1953)
- 30 gennaio - Ruggero Pierantoni, biofisico, psicologo e politico italiano (n. 1934)
- 31 gennaio - Lando Francini, attore teatrale e mimo brasiliano (n. 1956)

## Febbraio(170)
- 1º febbraio - Giancarlo Bagnasco, calciatore italiano (n. 1940)
- 1º febbraio - Renato Corsetti, linguista e esperantista italiano (n. 1941)
- 1º febbraio - Horst Köhler, politico, economista e funzionario tedesco (n. 1943)
- 2 febbraio - Mark Dyczkowski, indologo e musicista britannico (n. 1951)
- 2 febbraio - Sergej Efremov, politico e militare russo (n. 1973)
- 2 febbraio - Friedrich Braun, cestista brasiliano (n. 1941)
- 2 febbraio - Björgólfur Guðmundsson, imprenditore e dirigente sportivo islandese (n. 1941)
- 2 febbraio - Barbie Hsu, cantante, attrice e conduttrice televisiva taiwanese (n. 1976)
- 2 febbraio - P. H. Moriarty, attore britannico (n. 1939)
- 2 febbraio - Brian Murphy, attore britannico (n. 1932)
- 2 febbraio - Ogün Altıparmak, calciatore turco (n. 1938)
- 2 febbraio - Siegbert Rampe, direttore d'orchestra, clavicembalista e organista tedesco (n. 1964)
- 2 febbraio - Alan Shoulder, calciatore e allenatore di calcio inglese (n. 1953)
- 3 febbraio - Üner Erimer, cestista e allenatore di pallacanestro turco (n. 1933)
- 3 febbraio - Antônio Lima dos Santos, calciatore brasiliano (n. 1942)
- 3 febbraio - John Shumate, cestista e allenatore di pallacanestro statunitense (n. 1952)
- 3 febbraio - Yoshio Yoshida, giocatore di baseball e allenatore di baseball giapponese (n. 1933)
- 4 febbraio - Karim Aga Khan IV, imprenditore britannico (n. 1936)
- 4 febbraio - William Browder, matematico statunitense (n. 1934)
- 4 febbraio - Sid Ahmed Ghozali, politico algerino (n. 1937)
- 4 febbraio - Maria Teresa Horta, scrittrice e poetessa portoghese (n. 1937)
- 4 febbraio - Christian Le Bartz, cantante francese (n. 1951)
- 4 febbraio - Louis-Gaston Mayila, politico gabonese (n. 1947)
- 4 febbraio - Paul Plishka, basso statunitense (n. 1941)
- 5 febbraio - Vito Di Tano, ciclocrossista e ciclista su strada italiano (n. 1954)
- 5 febbraio - Irv Gotti, produttore discografico statunitense (n. 1970)
- 5 febbraio - Dave Jerden, produttore discografico e musicista statunitense (n. 1949)
- 5 febbraio - Ernst-Joachim Küppers, nuotatore tedesco (n. 1942)
- 5 febbraio - Gianni Milano, poeta e pedagogista italiano (n. 1938)
- 5 febbraio - Mike Ratledge, tastierista e compositore britannico (n. 1943)
- 5 febbraio - Enrico Vanzini, militare italiano (n. 1922)
- 5 febbraio - Elisabeth Vrba, paleontologa tedesca (n. 1942)
- 6 febbraio - Owusu Ankomah, artista ghanese (n. 1956)
- 6 febbraio - Ubaldo Bonuccelli, neurologo e scrittore italiano (n. 1949)
- 6 febbraio - Luigi Guatri, economista italiano (n. 1927)
- 6 febbraio - Kenneth Kitchen, egittologo britannico (n. 1932)
- 6 febbraio - Stefano Landini, regista, sceneggiatore e montatore italiano (n. 1963)
- 6 febbraio - Virginia Halas McCaskey, dirigente d'azienda statunitense (n. 1923)
- 6 febbraio - Dick Meredith, hockeista su ghiaccio statunitense (n. 1932)
- 6 febbraio - Aldo Tortorella, partigiano e politico italiano (n. 1926)
- 7 febbraio - Giancarlo Canetti, calciatore italiano (n. 1946)
- 7 febbraio - Dafydd Elis-Thomas, politico gallese (n. 1946)
- 7 febbraio - Toomas Leius, tennista sovietico (n. 1941)
- 7 febbraio - Tony Roberts, attore statunitense (n. 1939)
- 7 febbraio - José María Suárez, calciatore argentino (n. 1951)
- 8 febbraio - Bob Bingham, cantante e attore statunitense (n. 1946)
- 8 febbraio - Matt Doyle, tennista statunitense (n. 1955)
- 8 febbraio - Virginio Epis, alpinista e militare italiano (n. 1931)
- 8 febbraio - Sam Nujoma, politico namibiano (n. 1929)
- 9 febbraio - Giorgio Ajazzone, dirigente sportivo italiano (n. 1954)
- 9 febbraio - William Bassett, attore statunitense (n. 1935)
- 9 febbraio - Beverly Byron, politica statunitense (n. 1932)
- 9 febbraio - Mara Corday, attrice, modella e showgirl statunitense (n. 1930)
- 9 febbraio - Giuseppe Fornaciari, calciatore italiano (n. 1967)
- 9 febbraio - Edith Mathis, soprano svizzero (n. 1938)
- 9 febbraio - Asil Nadir, imprenditore cipriota (n. 1941)
- 9 febbraio - Giorgio Pellizzaro, calciatore e allenatore di calcio italiano (n. 1947)
- 9 febbraio - Tom Robbins, scrittore statunitense (n. 1932)
- 9 febbraio - Oleg Striženov, attore sovietico (n. 1929)
- 9 febbraio - Grazia Zuffa, politica, psicologa e saggista italiana (n. 1945)
- 10 febbraio - Federico Butera, sociologo italiano (n. 1940)
- 10 febbraio - John Cernuto, giocatore di poker statunitense (n. 1944)
- 10 febbraio - Mauro Nobilia, sindacalista e politico italiano (n. 1947)
- 10 febbraio - Chet Noe, cestista statunitense (n. 1931)
- 10 febbraio - Takīs Oikonomopoulos, calciatore greco (n. 1943)
- 10 febbraio - David Socha, arbitro di calcio statunitense (n. 1938)
- 10 febbraio - Maria Tipo, pianista italiana (n. 1931)
- 10 febbraio - John Tudor, calciatore inglese (n. 1946)
- 10 febbraio - Peter Tuiasosopo, attore statunitense (n. 1965)
- 11 febbraio - Geōrgios Roumpanīs, astista greco (n. 1929)
- 12 febbraio - Ana Ambrazienė, ostacolista e velocista lituana (n. 1955)
- 12 febbraio - Tony Bedeau, calciatore grenadino (n. 1979)
- 12 febbraio - Marlies Dölle, cestista tedesca (n. 1934)
- 12 febbraio - Ali Gagarin, calciatore sudanese (n. 1949)
- 12 febbraio - Barthold Halle, drammaturgo e direttore teatrale norvegese (n. 1925)
- 12 febbraio - Mamadou Jimi Mbaye, chitarrista senegalese (n. 1957)
- 12 febbraio - Simon Mawer, scrittore e insegnante britannico (n. 1948)
- 12 febbraio - Giuseppe Verucchi, arcivescovo cattolico italiano (n. 1937)
- 13 febbraio - Giorgio Cocilovo, chitarrista, arrangiatore e compositore italiano (n. 1956)
- 13 febbraio - János Dunai, calciatore ungherese (n. 1937)
- 13 febbraio - John Lawlor, attore statunitense (n. 1941)
- 13 febbraio - Mimmo Lucà, politico italiano (n. 1953)
- 13 febbraio - Romolo Parodi, pallanuotista e allenatore di pallanuoto italiano (n. 1935)
- 13 febbraio - Jim Guy Tucker, politico e avvocato statunitense (n. 1943)
- 14 febbraio - Rosanna Bianchi Piccoli, ceramista italiana (n. 1929)
- 14 febbraio - Carlos Diegues, regista, sceneggiatore e produttore cinematografico brasiliano (n. 1940)
- 14 febbraio - William Hall Jr., attore statunitense (n. 1946)
- 14 febbraio - Alice Hirson, attrice statunitense (n. 1929)
- 14 febbraio - Geneviève Page, attrice francese (n. 1927)
- 15 febbraio - Renato Ballardini, politico e avvocato italiano (n. 1927)
- 15 febbraio - Lamberto Ceserani, danzatore su ghiaccio italiano (n. 1953)
- 15 febbraio - Will Danin, attore tedesco (n. 1942)
- 15 febbraio - Muhsin Hendricks, imam, islamista e attivista sudafricano (n. 1967)
- 15 febbraio - David Parsons, compositore neozelandese (n. 1944)
- 15 febbraio - Pinto da Costa, imprenditore e dirigente sportivo portoghese (n. 1937)
- 15 febbraio - Shirin Abdullaeva, cantante e attrice uzbeka (n. 2005)
- 15 febbraio - Louis Theobald, calciatore maltese (n. 1938)
- 16 febbraio - Mike Collier, giocatore di football americano statunitense (n. 1953)
- 16 febbraio - Kim Sae-ron, attrice sudcoreana (n. 2000)
- 16 febbraio - Óscar Valdez, calciatore argentino (n. 1946)
- 16 febbraio - Vladimír Válek, direttore d'orchestra ceco (n. 1935)
- 17 febbraio - Paquita la del Barrio, cantante messicana (n. 1947)
- 17 febbraio - Frits Bolkestein, economista e politico olandese (n. 1933)
- 17 febbraio - Rick Buckler, musicista britannico (n. 1955)
- 17 febbraio - Felice Cesarino, storico dell'arte e scrittore italiano (n. 1939)
- 17 febbraio - James Harrison, filantropo australiano (n. 1936)
- 17 febbraio - Julian Holloway, attore britannico (n. 1944)
- 17 febbraio - Antonine Maillet, scrittrice canadese (n. 1929)
- 17 febbraio - Jamie Muir, percussionista britannico (n. 1942)
- 17 febbraio - Volker Roth, arbitro di calcio tedesco (n. 1942)
- 18 febbraio - Salvatore Aquino, mafioso italiano (n. 1944)
- 18 febbraio - Marie-Chantal Demaille, schermitrice francese (n. 1941)
- 18 febbraio - Gianni Flamini, giornalista, scrittore e storico italiano (n. 1934)
- 18 febbraio - Gene Hackman, attore statunitense (n. 1930)
- 18 febbraio - Christian Holder, ballerino, coreografo e costumista trinidadiano (n. 1949)
- 18 febbraio - Vito Molinari, regista italiano (n. 1929)
- 18 febbraio - Claus Roxin, giurista tedesco (n. 1931)
- 19 febbraio - Kent Bernard, velocista trinidadiano (n. 1942)
- 19 febbraio - Nicolás Antonio Castellanos Franco, vescovo cattolico e missionario spagnolo (n. 1935)
- 19 febbraio - Souleymane Cissé, regista maliano (n. 1940)
- 19 febbraio - Rossella Drudi, sceneggiatrice e scrittrice italiana (n. 1963)
- 19 febbraio - Gholamhossein Farzami, calciatore iraniano (n. 1948)
- 19 febbraio - Cataldo Innato, karateka e maestro di karate italiano (n. 1958)
- 19 febbraio - Frits Korthals Altes, politico olandese (n. 1931)
- 19 febbraio - Fernando Madeira, nuotatore e pallanuotista portoghese (n. 1932)
- 19 febbraio - Elia Manara, politico e medico italiano (n. 1929)
- 19 febbraio - Jean Sarrus, cantante, bassista e attore francese (n. 1945)
- 20 febbraio - David Boren, politico statunitense (n. 1941)
- 20 febbraio - Jerry Butler, cantante, musicista e politico statunitense (n. 1939)
- 20 febbraio - Peter Jason, attore statunitense (n. 1944)
- 20 febbraio - Ilkka Kuusisto, compositore e organista finlandese (n. 1933)
- 20 febbraio - Evan Williams, calciatore scozzese (n. 1943)
- 21 febbraio - Khalil Fong, cantante e compositore statunitense (n. 1983)
- 21 febbraio - Piero Gonfiantini, calciatore italiano (n. 1937)
- 21 febbraio - Gwen McCrae, cantante statunitense (n. 1943)
- 21 febbraio - Olga Mikulášková, cestista cecoslovacca (n. 1939)
- 21 febbraio - Erik Petersen, canottiere danese (n. 1939)
- 22 febbraio - Bill Fay, cantautore e pianista britannico (n. 1943)
- 22 febbraio - Vincenzo Miceli, politico italiano (n. 1940)
- 22 febbraio - Gianni Pettenati, cantante e critico musicale italiano (n. 1945)
- 22 febbraio - Hans van den Broek, politico olandese (n. 1936)
- 23 febbraio - Jan Johnson, astista statunitense (n. 1950)
- 23 febbraio - Thanin Kraivichien, politico, giurista e avvocato thailandese (n. 1927)
- 24 febbraio - Kevin Braswell, cestista e allenatore di pallacanestro statunitense (n. 1979)
- 24 febbraio - Roberta Flack, cantante e pianista statunitense (n. 1937)
- 24 febbraio - Elsa Fonda, annunciatrice televisiva e scrittrice italiana (n. 1935)
- 24 febbraio - Gerardo Pierro, arcivescovo cattolico italiano (n. 1935)
- 24 febbraio - Roberto Poli, dirigente d'azienda italiano (n. 1938)
- 24 febbraio - Giancarlo Rossi, fisico italiano (n. 1943)
- 25 febbraio - Bernard Brochand, politico francese (n. 1938)
- 25 febbraio - Jennifer Johnston, scrittrice irlandese (n. 1930)
- 25 febbraio - Lis Nilheim, attrice svedese (n. 1944)
- 25 febbraio - Roberto Orci, sceneggiatore, produttore cinematografico e produttore televisivo messicano (n. 1973)
- 25 febbraio - Paola Orlandi, cantautrice italiana (n. 1938)
- 25 febbraio - Kazimierz Romaniuk, vescovo cattolico e biblista polacco (n. 1927)
- 26 febbraio - Terrance Johnson, cestista statunitense (n. 1982)
- 26 febbraio - Hans Pirkner, calciatore austriaco (n. 1946)
- 26 febbraio - Theodor Prinzing, magistrato tedesco (n. 1925)
- 26 febbraio - Maria Gioia Tavoni, bibliografa italiana (n. 1939)
- 26 febbraio - Graziella Tossi, politica italiana (n. 1938)
- 26 febbraio - Michelle Trachtenberg, attrice e modella statunitense (n. 1985)
- 27 febbraio - Javier Dorado, calciatore spagnolo (n. 1977)
- 27 febbraio - Oleg Kutuzov, cestista sovietico (n. 1935)
- 27 febbraio - Paul L. Maier, storico, scrittore e religioso statunitense (n. 1930)
- 27 febbraio - Boris Spasskij, scacchista sovietico (n. 1937)
- 27 febbraio - Piet van Katwijk, ciclista su strada olandese (n. 1950)
- 28 febbraio - Petre Brănișteanu, cestista rumeno (n. 1959)
- 28 febbraio - David Johansen, cantante statunitense (n. 1950)
- 28 febbraio - Joseph Wambaugh, scrittore, poliziotto e militare statunitense (n. 1937)
- 28 febbraio - Mary Williams, cestista statunitense (n. 1950)

## Marzo(180)
- 1º marzo - Nico Hidalgo, calciatore spagnolo (n. 1992)
- 1º marzo - Tullio Lanese, arbitro di calcio italiano (n. 1947)
- 1º marzo - Monta Mino, conduttore televisivo e doppiatore giapponese (n. 1944)
- 1º marzo - Fulco Pratesi, ambientalista e giornalista italiano (n. 1934)
- 1º marzo - Angie Stone, cantante statunitense (n. 1961)
- 1º marzo - Jack Vettriano, pittore britannico (n. 1951)
- 1º marzo - Yu Yang, attore cinese (n. 1930)
- 2 marzo - Colin Burdett, cestista australiano (n. 1931)
- 2 marzo - George Lowe, doppiatore e comico statunitense (n. 1957)
- 2 marzo - Buvajsar Sajtiev, lottatore e politico russo (n. 1975)
- 2 marzo - Bernhard Vogel, politico tedesco (n. 1932)
- 2 marzo - Pedro Zarraluki, scrittore spagnolo (n. 1954)
- 3 marzo - Luigi Conti, mezzofondista e maratoneta italiano (n. 1937)
- 3 marzo - Lincoln Díaz-Balart, politico e avvocato statunitense (n. 1954)
- 3 marzo - Eleonora Giorgi, attrice italiana (n. 1953)
- 3 marzo - Felicia Ţilea, giavellottista rumena (n. 1967)
- 4 marzo - Roy Ayers, cantante e vibrafonista statunitense (n. 1940)
- 4 marzo - Jean-Louis Debré, politico francese (n. 1944)
- 4 marzo - Oleg Gordievskij, militare e agente segreto sovietico (n. 1938)
- 4 marzo - Helle Nielsen, attrice danese (n. 1946)
- 4 marzo - Rolando Stefanelli, regista e sceneggiatore italiano (n. 1959)
- 4 marzo - Mario Trabucco, violinista italiano (n. 1951)
- 5 marzo - Denise Alexander, attrice statunitense (n. 1939)
- 5 marzo - Pamela Bach, attrice, personaggio televisivo e modella statunitense (n. 1963)
- 5 marzo - Norberto Huezo, calciatore e allenatore di calcio salvadoregno (n. 1956)
- 5 marzo - Masatoshi Ozaki, allenatore di pallacanestro giapponese (n. 1931)
- 5 marzo - Bruno Pizzul, giornalista e telecronista sportivo italiano (n. 1938)
- 5 marzo - Fred Stolle, tennista australiano (n. 1938)
- 5 marzo - Sylvester Turner, politico e avvocato statunitense (n. 1954)
- 6 marzo - Dick Cherry, dirigente sportivo e hockeista su ghiaccio canadese (n. 1937)
- 6 marzo - Brian James, chitarrista britannico (n. 1955)
- 6 marzo - Vincenzo Lorenzelli, chimico e nuotatore italiano (n. 1933)
- 6 marzo - Domingo Massaro, calciatore e arbitro di calcio cileno (n. 1927)
- 6 marzo - Klaus Richtzenhain, mezzofondista tedesco (n. 1934)
- 7 marzo - Guido Alpa, giurista e avvocato italiano (n. 1947)
- 7 marzo - Richard Fortey, paleontologo, geologo e divulgatore scientifico britannico (n. 1946)
- 7 marzo - Pasquale Laurito, giornalista italiano (n. 1927)
- 7 marzo - Paolo Mengoli, politico italiano (n. 1940)
- 7 marzo - Joe Nickell, scrittore statunitense (n. 1944)
- 7 marzo - Jürgen Piepenburg, allenatore di calcio e calciatore tedesco (n. 1941)
- 7 marzo - Wally Ursuliak, giocatore di curling canadese (n. 1929)
- 7 marzo - David Vunagi, politico e vescovo anglicano salomonese (n. 1950)
- 8 marzo - Ronald Philippe Bär, vescovo cattolico olandese (n. 1928)
- 8 marzo - Athol Fugard, drammaturgo, scrittore e attore sudafricano (n. 1932)
- 8 marzo - Alessandro Galleani, fisioterapista italiano (n. 1944)
- 8 marzo - Al Matthews, giocatore di football americano statunitense (n. 1947)
- 8 marzo - Maura Palazzi, storica italiana (n. 1946)
- 8 marzo - L. J. Smith, scrittrice statunitense (n. 1958)
- 9 marzo - Eileen Bennett, attrice britannica (n. 1919)
- 9 marzo - Elio Corno, giornalista e opinionista italiano (n. 1946)
- 9 marzo - Simon Fisher-Becker, attore britannico (n. 1961)
- 9 marzo - Romolo Forlai, musicista, paroliere e fotografo italiano (n. 1938)
- 9 marzo - Dick McTaggart, pugile britannico (n. 1935)
- 9 marzo - Akinori Nakayama, ginnasta giapponese (n. 1943)
- 9 marzo - Sergio Notarnicola, calciatore italiano (n. 1935)
- 9 marzo - Nicoletta Ramorino, attrice e doppiatrice italiana (n. 1931)
- 9 marzo - Yola Ramírez, tennista messicana (n. 1935)
- 10 marzo - Natal'ja Achrimenko, pesista sovietica (n. 1955)
- 10 marzo - Cosimo Damiano Fonseca, presbitero, storico e medievista italiano (n. 1932)
- 10 marzo - Stanley R. Jaffe, produttore cinematografico statunitense (n. 1940)
- 10 marzo - Ljubomir Katić, cestista e allenatore di pallacanestro jugoslavo (n. 1934)
- 10 marzo - Wheesung, cantante sudcoreano (n. 1982)
- 11 marzo - Junior Bridgeman, cestista statunitense (n. 1953)
- 11 marzo - Francesco Cuccarese, arcivescovo cattolico italiano (n. 1930)
- 11 marzo - Norajr Nurikjan, sollevatore bulgaro (n. 1948)
- 11 marzo - Clive Revill, attore neozelandese (n. 1930)
- 11 marzo - Ivan Teobaldelli, scrittore e giornalista italiano (n. 1949)
- 11 marzo - Robert Trebor, attore statunitense (n. 1953)
- 11 marzo - Brian Waites, golfista britannico (n. 1940)
- 12 marzo - Bruce Glover, attore statunitense (n. 1932)
- 12 marzo - Klaus Kobusch, pistard tedesco (n. 1941)
- 12 marzo - Oliver Miller, cestista statunitense (n. 1970)
- 12 marzo - Grazia Maria Spina, attrice e doppiatrice italiana (n. 1934)
- 12 marzo - Nicola Valenzano, attore, regista e ballerino italiano (n. 1962)
- 13 marzo - Agostino De Romanis, pittore italiano (n. 1947)
- 13 marzo - Raúl Grijalva, politico statunitense (n. 1948)
- 13 marzo - Sofija Asgatovna Gubajdulina, musicista e compositrice russa (n. 1931)
- 13 marzo - Pierluigi Sangalli, fumettista e disegnatore italiano (n. 1938)
- 14 marzo - Pietro Genuardi, attore italiano (n. 1962)
- 14 marzo - Andreas Kronthaler, tiratore a segno austriaco (n. 1952)
- 14 marzo - Augusto Rezzonico, politico e dirigente d'azienda italiano (n. 1934)
- 14 marzo - Bruno Romani, sassofonista, flautista e compositore italiano (n. 1960)
- 14 marzo - Alan K. Simpson, politico statunitense (n. 1931)
- 14 marzo - Dag Solstad, scrittore norvegese (n. 1941)
- 14 marzo - Umberto Zanetti, pittore e artista italiano (n. 1930)
- 15 marzo - Peter Bichsel, scrittore svizzero (n. 1935)
- 15 marzo - Doris Fitschen, calciatrice tedesca (n. 1968)
- 15 marzo - Nita Lowey, politica statunitense (n. 1937)
- 15 marzo - Ermenegildo Reato, presbitero, storico e insegnante italiano (n. 1928)
- 15 marzo - Slick Watts, cestista statunitense (n. 1951)
- 16 marzo - Émilie Dequenne, attrice belga (n. 1981)
- 16 marzo - Peter Kocher, astronomo svizzero (n. 1939)
- 16 marzo - Andrej Lazarov, calciatore macedone (n. 1999)
- 16 marzo - Rob de Nijs, cantante olandese (n. 1942)
- 16 marzo - Dandy Bestia, chitarrista italiano (n. 1952)
- 16 marzo - Lucio Villari, storico italiano (n. 1933)
- 16 marzo - Alex Wheatle, scrittore britannico (n. 1963)
- 16 marzo - Jesse Colin Young, cantautore e chitarrista statunitense (n. 1941)
- 17 marzo - Pancrazio Chiruzzi, criminale italiano (n. 1952)
- 17 marzo - Augusta Gori, attrice italiana (n. 1959)
- 17 marzo - Lee Shau Kee, imprenditore cinese (n. 1928)
- 17 marzo - AnNa R., cantautrice tedesca (n. 1969)
- 18 marzo - Nadia Cassini, attrice, showgirl e cantante statunitense (n. 1949)
- 18 marzo - Licinio Contu, medico e genetista italiano (n. 1929)
- 18 marzo - Paul Cremona, arcivescovo cattolico maltese (n. 1946)
- 18 marzo - Bob Harvey, contrabbassista statunitense (n. 1934)
- 18 marzo - Wlamir Marques, cestista e allenatore di pallacanestro brasiliano (n. 1937)
- 19 marzo - Kåre Aasgaard, calciatore norvegese (n. 1933)
- 19 marzo - Dante Carzaniga, allenatore di pallacanestro italiano (n. 1953)
- 19 marzo - Pedro Cuatrecasas, biochimico spagnolo (n. 1936)
- 19 marzo - Calistrat Cuțov, pugile rumeno (n. 1948)
- 19 marzo - Andrija Delibašić, calciatore e allenatore di calcio montenegrino (n. 1981)
- 19 marzo - Bruno Franceschina, calciatore italiano (n. 1931)
- 19 marzo - Ivan Guerrerio, scrittore italiano (n. 1963)
- 19 marzo - Wings Hauser, attore, regista e sceneggiatore statunitense (n. 1947)
- 19 marzo - Cláudio Lembo, politico, giurista e avvocato brasiliano (n. 1934)
- 19 marzo - Werner Otto, calciatore tedesco (n. 1929)
- 20 marzo - Vitol'd Fokin, politico ucraino (n. 1932)
- 20 marzo - Eddie Jordan, imprenditore, dirigente sportivo e pilota automobilistico irlandese (n. 1948)
- 20 marzo - Angelo Nardinocchi, basso-baritono e baritono italiano (n. 1943)
- 20 marzo - Sandro Tiberi, calciatore, allenatore di calcio e dirigente sportivo italiano (n. 1938)
- 21 marzo - Giuliano Boffardi, politico e scrittore italiano (n. 1946)
- 21 marzo - George Foreman, pugile statunitense (n. 1949)
- 21 marzo - Giancarlo Guerrini, pallanuotista italiano (n. 1939)
- 21 marzo - Vern Hatton, cestista statunitense (n. 1936)
- 21 marzo - Kenneth Sims, giocatore di football americano statunitense (n. 1959)
- 22 marzo - Livingstone Bramble, pugile nevisiano (n. 1960)
- 22 marzo - Svetlana Broz, medico e giornalista bosniaca (n. 1955)
- 22 marzo - Fausto Cereti, dirigente d'azienda italiano (n. 1931)
- 22 marzo - Michele Girardi, musicologo italiano (n. 1954)
- 22 marzo - Larisa Golubkina, attrice sovietica (n. 1940)
- 22 marzo - Martin Loeb, attore francese (n. 1959)
- 22 marzo - Djamel Menad, calciatore e allenatore di calcio algerino (n. 1960)
- 22 marzo - Filippo Maria Pandolfi, politico italiano (n. 1927)
- 22 marzo - Rolf Schimpf, attore tedesco (n. 1924)
- 22 marzo - Angelo Todaro, fumettista e saggista italiano (n. 1945)
- 22 marzo - Alex Wyllie, rugbista a 15 e allenatore di rugby a 15 neozelandese (n. 1944)
- 23 marzo - Gianfranco Barra, attore italiano (n. 1940)
- 23 marzo - Lora Lamm, illustratrice e grafica svizzera (n. 1928)
- 23 marzo - Mia Love, politica statunitense (n. 1975)
- 24 marzo - Salvatore Abbruzzese, politico italiano (n. 1950)
- 24 marzo - Vittorio Casale, storico dell'arte e critico d'arte italiano (n. 1938)
- 24 marzo - Örjan Widén, cestista svedese (n. 1930)
- 25 marzo - Juan Aguilera, tennista spagnolo (n. 1962)
- 25 marzo - Edith Ballantyne, attivista ceca (n. 1922)
- 25 marzo - Isidoro Gottardo, politico italiano (n. 1954)
- 25 marzo - J. Bennett Johnston, politico statunitense (n. 1932)
- 25 marzo - Eric Minkin, cestista statunitense (n. 1950)
- 25 marzo - Masahiro Shinoda, regista e sceneggiatore giapponese (n. 1931)
- 26 marzo - Rico Bianchi, canottiere svizzero (n. 1930)
- 26 marzo - Christa Deeleman-Reinhold, aracnologa olandese (n. 1930)
- 26 marzo - Kerry Greenwood, scrittrice australiana (n. 1954)
- 26 marzo - Rolf Groven, pittore norvegese (n. 1943)
- 26 marzo - Howie Hughes, hockeista su ghiaccio canadese (n. 1939)
- 26 marzo - Federico Sanguineti, filologo e italianista italiano (n. 1955)
- 26 marzo - Charles Spiteri, calciatore maltese (n. 1944)
- 26 marzo - Masami Tanabu, politico, hockeista su ghiaccio e allenatore di hockey su ghiaccio giapponese (n. 1934)
- 26 marzo - Settimio Todisco, arcivescovo cattolico italiano (n. 1924)
- 26 marzo - Antoni Trzaskowski, calciatore polacco (n. 1941)
- 27 marzo - Brad Holland, disegnatore, illustratore e pittore statunitense (n. 1943)
- 28 marzo - Orio Caldiron, critico cinematografico e storico del cinema italiano (n. 1938)
- 28 marzo - Johann Eigenstiller, calciatore austriaco (n. 1943)
- 28 marzo - Alfredo Mostarda, calciatore brasiliano (n. 1946)
- 28 marzo - Richard Norton, attore, artista marziale e stuntman australiano (n. 1950)
- 28 marzo - Vittorio Orsenigo, scrittore e regista italiano (n. 1926)
- 29 marzo - Ken Bruen, scrittore irlandese (n. 1951)
- 29 marzo - Richard Chamberlain, attore e cantante statunitense (n. 1934)
- 29 marzo - Gerd Poppe, politico tedesco (n. 1941)
- 29 marzo - Ángel del Pozo, attore, sceneggiatore e regista spagnolo (n. 1934)
- 30 marzo - Ágota Bujdosó, pallamanista ungherese (n. 1943)
- 30 marzo - Giacomo Caliendo, politico e magistrato italiano (n. 1942)
- 30 marzo - Enrique Bátiz Campbell, direttore d'orchestra e pianista messicano (n. 1942)
- 30 marzo - Barbara Frischmuth, scrittrice, traduttrice e drammaturga austriaca (n. 1941)
- 31 marzo - Sian Barbara Allen, attrice statunitense (n. 1946)
- 31 marzo - Yves Boisset, regista francese (n. 1939)
- 31 marzo - Giancarlo Dondi, dirigente sportivo, dirigente d'azienda e rugbista a 15 italiano (n. 1935)
- 31 marzo - Nancy Kilpatrick, scrittrice canadese (n. 1946)
- 31 marzo - Volkan Konak, cantante turco (n. 1967)
- 31 marzo - Franco Marmiroli, calciatore italiano (n. 1938)
- 31 marzo - John Nelson, direttore d'orchestra statunitense (n. 1941)

## Aprile(162)
- 1º aprile - Leandro Domingues, calciatore brasiliano (n. 1983)
- 1º aprile - Val Kilmer, attore statunitense (n. 1959)
- 1º aprile - Giordano Mattavelli, calciatore italiano (n. 1935)
- 1º aprile - Walter Passerini, giornalista italiano (n. 1948)
- 1º aprile - Johnny Tillotson, cantante statunitense (n. 1938)
- 1º aprile - Faramarz Zelli, calciatore iraniano (n. 1942)
- 2 aprile - Natal'ja Vadimovna Nazarova, attrice e regista russa (n. 1969)
- 2 aprile - Khamtai Siphandon, politico, patriota e rivoluzionario laotiano (n. 1924)
- 2 aprile - Franklin Stahl, biochimico e genetista statunitense (n. 1929)
- 3 aprile - Alfredo Bianchini, politico italiano (n. 1940)
- 3 aprile - Ivan Kley, tennista brasiliano (n. 1958)
- 3 aprile - Jiří Kochta, hockeista su ghiaccio ceco (n. 1946)
- 3 aprile - Theodore Edgar McCarrick, cardinale e arcivescovo cattolico statunitense (n. 1930)
- 3 aprile - Vito Rallo, compositore di scacchi italiano (n. 1939)
- 3 aprile - Amália Sterbinszky, pallamanista e allenatrice di pallamano ungherese (n. 1950)
- 3 aprile - Pietro Vanessi, disegnatore, illustratore e fumettista italiano (n. 1964)
- 3 aprile - Dean Wells, giocatore di football americano statunitense (n. 1970)
- 3 aprile - Margarita Xhepa, attrice albanese (n. 1932)
- 4 aprile - Manoj Kumar, attore e regista indiano (n. 1937)
- 4 aprile - Ricardo Lapetra, calciatore spagnolo (n. 1936)
- 4 aprile - Friðrik Ólafsson, scacchista islandese (n. 1935)
- 4 aprile - Bernard Ringeissen, pianista francese (n. 1934)
- 4 aprile - Roberto Romei, calciatore italiano (n. 1957)
- 5 aprile - Antonello Fassari, attore italiano (n. 1952)
- 5 aprile - Alberto Galardi, architetto italiano (n. 1930)
- 5 aprile - Heikki Hasu, sciatore nordico e politico finlandese (n. 1926)
- 5 aprile - Luigi Nocera, politico italiano (n. 1955)
- 6 aprile - Jorge Bolaño, calciatore e allenatore di calcio colombiano (n. 1977)
- 6 aprile - Corrin Brooks-Meade, calciatore montserratiano (n. 1988)
- 6 aprile - Roberto De Simone, regista teatrale, compositore e musicologo italiano (n. 1933)
- 6 aprile - Jay North, attore statunitense (n. 1951)
- 6 aprile - Jeremiah Ostriker, astrofisico e astronomo statunitense (n. 1937)
- 6 aprile - Pepe Rodríguez, giornalista e saggista spagnolo (n. 1953)
- 6 aprile - Ollie Taylor, cestista statunitense (n. 1947)
- 6 aprile - Albert Vanucci, calciatore francese (n. 1947)
- 6 aprile - Willie Vassallo, calciatore maltese (n. 1949)
- 6 aprile - Pongsri Woranuch, cantante e musicista thailandese (n. 1939)
- 6 aprile - Alessio Zaccaria, giurista italiano (n. 1955)
- 7 aprile - Clem Burke, batterista statunitense (n. 1954)
- 7 aprile - William Finn, compositore, paroliere e librettista statunitense (n. 1952)
- 7 aprile - Raghbir Lal, hockeista su prato indiano (n. 1929)
- 7 aprile - Marvin Levy, giornalista statunitense (n. 1928)
- 7 aprile - Dan Sullivan, giocatore di football americano statunitense (n. 1939)
- 8 aprile - Manga, calciatore brasiliano (n. 1937)
- 8 aprile - Enzo Flego, politico italiano (n. 1940)
- 8 aprile - Svetlana Ivanovna Gerasimenko, astronoma sovietica (n. 1945)
- 8 aprile - Nicky Katt, attore statunitense (n. 1970)
- 8 aprile - Pëtr Sunin, saltatore con gli sci sovietico (n. 1958)
- 9 aprile - Andrew Gross, scrittore statunitense (n. 1952)
- 9 aprile - Frédéric Randriamamonjy, politico, diplomatico e scrittore malgascio (n. 1932)
- 9 aprile - John Van Seters, storico, biblista e orientalista canadese (n. 1935)
- 10 aprile - Leo Beenhakker, allenatore di calcio olandese (n. 1942)
- 10 aprile - Ted Kotcheff, regista canadese (n. 1931)
- 10 aprile - Peter Lovesey, scrittore britannico (n. 1936)
- 10 aprile - Vaggelīs Nikītopoulos, cestista e allenatore di pallacanestro greco (n. 1936)
- 10 aprile - Nino Tempo, cantante, sassofonista e clarinettista statunitense (n. 1935)
- 11 aprile - Mario Bretone, giurista italiano (n. 1932)
- 11 aprile - Alberto Franceschini, terrorista italiano (n. 1947)
- 11 aprile - John J. LaFalce, politico e avvocato statunitense (n. 1939)
- 11 aprile - Max Romeo, cantante giamaicano (n. 1947)
- 11 aprile - Michelangelo Maria Tiribilli, abate italiano (n. 1937)
- 11 aprile - Michele Traversa, politico e sindacalista italiano (n. 1948)
- 12 aprile - Denis Arndt, attore statunitense (n. 1939)
- 12 aprile - Roy Thomas Baker, produttore discografico britannico (n. 1946)
- 12 aprile - Christian Chukwu, allenatore di calcio e calciatore nigeriano (n. 1951)
- 12 aprile - Graziano Mesina, criminale italiano (n. 1942)
- 13 aprile - Thomas Commisso, hockeista su ghiaccio e hockeista in-line italiano (n. 1983)
- 13 aprile - Enrico Dioli, sindacalista e politico italiano (n. 1948)
- 13 aprile - Bob Garretson, pilota automobilistico statunitense (n. 1933)
- 13 aprile - Jean Marsh, attrice britannica (n. 1934)
- 13 aprile - Mario Vargas Llosa, scrittore e drammaturgo peruviano (n. 1936)
- 14 aprile - Irene Aderenti, politica italiana (n. 1955)
- 14 aprile - Abdullah Ahmad Badawi, politico malese (n. 1939)
- 14 aprile - Beniamino Cancian, calciatore e allenatore di calcio italiano (n. 1936)
- 14 aprile - Filip David, scrittore serbo (n. 1940)
- 14 aprile - Joaquín Galera, ciclista su strada spagnolo (n. 1940)
- 14 aprile - Peter Seiffert, tenore tedesco (n. 1954)
- 15 aprile - Les Binks, batterista britannico (n. 1951)
- 15 aprile - Jean-Pierre Bonnefoux, ballerino, coreografo e insegnante francese (n. 1943)
- 15 aprile - Abel Díez, calciatore spagnolo (n. 1953)
- 15 aprile - Jadwiga Jankowska-Cieślak, attrice polacca (n. 1951)
- 15 aprile - Angélico Sândalo Bernardino, vescovo cattolico brasiliano (n. 1933)
- 15 aprile - Kees Smit, calciatore olandese (n. 1940)
- 15 aprile - Werner Thissen, arcivescovo cattolico tedesco (n. 1938)
- 16 aprile - Nora Aunor, attrice, cantante e produttrice cinematografica filippina (n. 1953)
- 16 aprile - Aaron Boupendza, calciatore gabonese (n. 1996)
- 16 aprile - Francesco Calvanese, politico italiano (n. 1947)
- 16 aprile - Dwayne Collins, cestista statunitense (n. 1988)
- 16 aprile - Ron Gardin, giocatore di football americano statunitense (n. 1944)
- 17 aprile - Chuck Ferries, sciatore alpino, allenatore di sci alpino e dirigente sportivo statunitense (n. 1939)
- 17 aprile - Ljubomir Simović, scrittore jugoslavo (n. 1935)
- 18 aprile - Giovanni De Sandre, ingegnere italiano (n. 1935)
- 18 aprile - Giulio Drago, calciatore italiano (n. 1962)
- 18 aprile - Mick McGrath, calciatore irlandese (n. 1936)
- 18 aprile - Alessandro Pace, costituzionalista e avvocato italiano (n. 1935)
- 18 aprile - Nikola Pokrivač, calciatore croato (n. 1985)
- 18 aprile - Clodagh Rodgers, cantante britannica (n. 1947)
- 18 aprile - Damien Thomas, attore britannico (n. 1942)
- 18 aprile - Billy Young, allenatore di calcio e calciatore irlandese (n. 1938)
- 19 aprile - Haim Buchbinder, cestista e allenatore di pallacanestro israeliano (n. 1943)
- 19 aprile - József Garami, dirigente sportivo, allenatore di calcio e calciatore ungherese (n. 1939)
- 19 aprile - Barry Hoban, ciclista su strada e pistard britannico (n. 1940)
- 19 aprile - Angelo Longoni, regista, sceneggiatore e drammaturgo italiano (n. 1956)
- 19 aprile - Joseph Mewis, lottatore belga (n. 1931)
- 19 aprile - Meir Nitzan, politico israeliano (n. 1931)
- 19 aprile - Carlo Senaldi, politico italiano (n. 1941)
- 19 aprile - Niwat Sisawat, calciatore thailandese (n. 1949)
- 19 aprile - Tassilo Thierbach, pattinatore artistico su ghiaccio tedesco (n. 1956)
- 20 aprile - Jeremy Bernstein, fisico statunitense (n. 1929)
- 20 aprile - Bob Filner, politico statunitense (n. 1942)
- 20 aprile - Hugo Gatti, calciatore argentino (n. 1944)
- 20 aprile - Ab Geldermans, ciclista su strada olandese (n. 1935)
- 20 aprile - Werner Lorant, calciatore e allenatore di calcio tedesco (n. 1948)
- 20 aprile - Leonetta Marcotulli, scultrice e pilota automobilistica italiana (n. 1929)
- 20 aprile - Francis Zammit Dimech, politico maltese (n. 1954)
- 20 aprile - Marija Šubina, canoista sovietica (n. 1930)
- 21 aprile - Papa Francesco, papa e arcivescovo cattolico argentino (n. 1936)
- 21 aprile - Herbert Gans, sociologo tedesco (n. 1927)
- 21 aprile - Cecil Irwin, calciatore e allenatore di calcio inglese (n. 1942)
- 22 aprile - Zurab Konstantinovič Cereteli, scultore, pittore e architetto georgiano (n. 1934)
- 22 aprile - Kōnstantinos Dīmou, arbitro di pallacanestro greco (n. 1936)
- 22 aprile - Giuseppe Farina, imprenditore e dirigente sportivo italiano (n. 1933)
- 22 aprile - Valentin-Yves Mudimbe, poeta, scrittore e filosofo della Repubblica Democratica del Congo (n. 1941)
- 22 aprile - Lar Park-Lincoln, attrice, produttrice cinematografica e regista statunitense (n. 1961)
- 23 aprile - Tom Brown, giocatore di football americano e giocatore di baseball statunitense (n. 1940)
- 23 aprile - Steve McMichael, wrestler, giocatore di football americano e allenatore di football americano statunitense (n. 1957)
- 23 aprile - Fouad Mebazaâ, politico tunisino (n. 1933)
- 23 aprile - Lulu Roman, cantante, attrice e scrittrice statunitense (n. 1946)
- 23 aprile - David Thomas, cantante statunitense (n. 1953)
- 24 aprile - Friedrich Baumbach, scacchista tedesco (n. 1935)
- 24 aprile - Giancarlo Gentilini, politico italiano (n. 1929)
- 24 aprile - Nicola Rivelli, politico italiano (n. 1955)
- 25 aprile - Joey Archer, pugile statunitense (n. 1938)
- 25 aprile - Alexis Herman, politica statunitense (n. 1947)
- 25 aprile - Stanley Tshosane, calciatore e allenatore di calcio botswano (n. 1957)
- 26 aprile - Andy Bey, cantante e showman statunitense (n. 1939)
- 26 aprile - Michele Di Ruberto, arcivescovo cattolico italiano (n. 1934)
- 26 aprile - Donato Giuliani, ciclista su strada e dirigente sportivo italiano (n. 1946)
- 26 aprile - Okagi Hayashi, supercentenaria giapponese (n. 1909)
- 26 aprile - Jair da Costa, calciatore brasiliano (n. 1940)
- 26 aprile - José Carlos da Silva José, calciatore e allenatore di calcio portoghese (n. 1941)
- 27 aprile - Dick Barnett, cestista e allenatore di pallacanestro statunitense (n. 1936)
- 27 aprile - Jaroslav Bendl, calciatore cecoslovacco (n. 1947)
- 27 aprile - Giuseppe Cavallotto, vescovo cattolico italiano (n. 1940)
- 27 aprile - Cora Sue Collins, attrice statunitense (n. 1927)
- 27 aprile - Ken Hancock, calciatore inglese (n. 1937)
- 27 aprile - Stan Love, cestista statunitense (n. 1949)
- 28 aprile - Arvo Aalto, politico finlandese (n. 1932)
- 28 aprile - Brendan Oliver Comiskey, vescovo cattolico irlandese (n. 1935)
- 28 aprile - David Horowitz, scrittore statunitense (n. 1939)
- 28 aprile - Giovanni Lievore, giavellottista italiano (n. 1932)
- 28 aprile - Priscilla Pointer, attrice statunitense (n. 1924)
- 29 aprile - Angela Francese, politica italiana (n. 1950)
- 29 aprile - Jane Gardam, scrittrice britannica (n. 1928)
- 29 aprile - Renato Ischia, scultore e artista italiano (n. 1941)
- 29 aprile - Larry Johnson, cestista statunitense (n. 1954)
- 29 aprile - Mike Peters, musicista gallese (n. 1959)
- 29 aprile - David Tracy, teologo statunitense (n. 1939)
- 29 aprile - Ed Van Impe, hockeista su ghiaccio canadese (n. 1940)
- 30 aprile - Inah Canabarro Lucas, religiosa e supercentenaria brasiliana (n. 1908)
- 30 aprile - Ferenc Mohácsi, canoista ungherese (n. 1929)
- 30 aprile - Jules Wijdenbosch, politico surinamese (n. 1941)

## Maggio(205)
- 1º maggio - Ruth Buzzi, attrice, comica e cantante statunitense (n. 1936)
- 1º maggio - Nana Caymmi, cantante brasiliana (n. 1941)
- 1º maggio - Ivano Cipriani, giornalista e saggista italiano (n. 1926)
- 1º maggio - Ezio Leonardi, politico italiano (n. 1929)
- 1º maggio - Manolo, musicista e imprenditore spagnolo (n. 1949)
- 1º maggio - Andrejs Prohorenkovs, calciatore lettone (n. 1977)
- 1º maggio - Charley Scalies, attore statunitense (n. 1940)
- 1º maggio - Jill Sobule, cantautrice statunitense (n. 1959)
- 1º maggio - David Woodfield, allenatore di calcio e calciatore inglese (n. 1943)
- 2 maggio - Dara Birnbaum, artista statunitense (n. 1946)
- 2 maggio - Esteban Escudero Torres, vescovo cattolico spagnolo (n. 1946)
- 2 maggio - Alessandro Quasimodo, attore, regista teatrale e poeta italiano (n. 1939)
- 2 maggio - George Ryan, politico statunitense (n. 1934)
- 3 maggio - Pierre Audi, regista teatrale e direttore artistico libanese (n. 1957)
- 3 maggio - Francesca Benedetti, attrice italiana (n. 1935)
- 3 maggio - Greg Cannom, truccatore statunitense (n. 1951)
- 3 maggio - Jake Findlay, calciatore scozzese (n. 1954)
- 3 maggio - Karsten Stolz, pesista tedesco (n. 1964)
- 3 maggio - Paul Van Hoeydonck, pittore e scultore belga (n. 1925)
- 4 maggio - Mircea Câmpeanu, cestista rumeno (n. 1939)
- 4 maggio - André Foucher, ciclista su strada francese (n. 1933)
- 4 maggio - André Gounelle, teologo francese (n. 1933)
- 4 maggio - David Karako, calciatore israeliano (n. 1945)
- 4 maggio - Jochen Mass, pilota automobilistico tedesco (n. 1946)
- 4 maggio - Alberto Mastromarino, baritono italiano (n. 1964)
- 4 maggio - Peter McParland, calciatore e allenatore di calcio nordirlandese (n. 1934)
- 4 maggio - Rafael Rullán, cestista spagnolo (n. 1952)
- 5 maggio - Enrico Baleri, imprenditore, designer e progettista italiano (n. 1942)
- 5 maggio - Luis Galván, calciatore argentino (n. 1948)
- 5 maggio - Raniero Gnoli, orientalista, storico delle religioni e indologo italiano (n. 1930)
- 5 maggio - Giuseppe Moioli, canottiere italiano (n. 1927)
- 5 maggio - Joan O'Brien, attrice e cantante statunitense (n. 1936)
- 6 maggio - James Foley, regista statunitense (n. 1953)
- 6 maggio - Barry B. Longyear, scrittore di fantascienza, sceneggiatore e glottoteta statunitense (n. 1942)
- 6 maggio - Luigi Lopez, compositore, musicista e cantante italiano (n. 1947)
- 6 maggio - Lucio Manisco, giornalista e politico italiano (n. 1928)
- 6 maggio - Joseph Nye, politologo statunitense (n. 1937)
- 6 maggio - Enrico Paolini, ciclista su strada e dirigente sportivo italiano (n. 1945)
- 7 maggio - Joe Don Baker, attore statunitense (n. 1936)
- 7 maggio - Nino Marazzita, avvocato, giornalista e personaggio televisivo italiano (n. 1938)
- 7 maggio - Cleopa Msuya, politico tanzaniano (n. 1931)
- 7 maggio - Jacob Palis, matematico brasiliano (n. 1940)
- 7 maggio - Enea Riboldi, disegnatore e illustratore italiano (n. 1954)
- 7 maggio - Angelo Rinaldi, scrittore, critico letterario e giornalista francese (n. 1940)
- 7 maggio - Giacinto Russo, politico italiano (n. 1953)
- 8 maggio - Héctor Aizpuru, cestista messicano (n. 1940)
- 8 maggio - Giuseppe Basini, politico e fisico italiano (n. 1947)
- 8 maggio - Yaqob Beyene, orientalista etiope (n. 1936)
- 8 maggio - Marco Causi, politico e economista italiano (n. 1956)
- 8 maggio - Joop van Daele, calciatore olandese (n. 1947)
- 8 maggio - Oliviero Garlini, calciatore, allenatore di calcio e dirigente sportivo italiano (n. 1957)
- 8 maggio - David Souter, giurista e magistrato statunitense (n. 1939)
- 8 maggio - Gianni Vasino, giornalista, scrittore e conduttore televisivo italiano (n. 1936)
- 8 maggio - Kikuo Wada, lottatore giapponese (n. 1951)
- 9 maggio - Nadja Abd el Farrag, conduttrice televisiva e cantante tedesca (n. 1965)
- 9 maggio - Dragan Labović, cestista serbo (n. 1987)
- 9 maggio - Bob Lemieux, hockeista su ghiaccio e allenatore di hockey su ghiaccio canadese (n. 1944)
- 9 maggio - Simon Mann, mercenario e militare britannico (n. 1952)
- 9 maggio - Manlio Masu, pittore e insegnante italiano (n. 1935)
- 9 maggio - Serge Mongeau, medico, scrittore e politico canadese (n. 1937)
- 10 maggio - Antonio Golini, statistico e funzionario italiano (n. 1937)
- 10 maggio - Nina Grebeškova, attrice sovietica (n. 1930)
- 10 maggio - Manfred Peter Hein, scrittore e traduttore tedesco (n. 1931)
- 10 maggio - Wolfgang Rausch, calciatore e allenatore di calcio tedesco (n. 1947)
- 11 maggio - John Barbato, mafioso statunitense (n. 1934)
- 11 maggio - Robert Benton, regista e sceneggiatore statunitense (n. 1932)
- 11 maggio - Aidan Chambers, scrittore e editore britannico (n. 1934)
- 11 maggio - Giancarlo Cito, imprenditore e politico italiano (n. 1945)
- 11 maggio - Pasquale Costanzo, giurista italiano (n. 1948)
- 11 maggio - Enzo Ferrari, calciatore, allenatore di calcio e dirigente sportivo italiano (n. 1942)
- 11 maggio - Alfonso Mascitelli, politico italiano (n. 1957)
- 11 maggio - Wilberforce Mfum, calciatore ghanese (n. 1936)
- 11 maggio - Larry Miller, cestista statunitense (n. 1946)
- 11 maggio - Cristina Noci, attrice e doppiatrice italiana (n. 1949)
- 11 maggio - Sabu, wrestler statunitense (n. 1964)
- 12 maggio - Colin Booth, calciatore inglese (n. 1934)
- 12 maggio - Vlastimil Hort, scacchista cecoslovacco (n. 1944)
- 12 maggio - Alla Evgen'evna Osipenko, ballerina sovietica (n. 1932)
- 12 maggio - Lorna Raver, attrice statunitense (n. 1943)
- 13 maggio - John Bryson, politico e dirigente d'azienda statunitense (n. 1943)
- 13 maggio - Divaldo Pereira Franco, scrittore, sensitivo e filantropo brasiliano (n. 1927)
- 13 maggio - James Margolis, schermidore statunitense (n. 1936)
- 13 maggio - José Mujica, politico e guerrigliero uruguaiano (n. 1935)
- 13 maggio - Szvetiszláv Sasics, pentatleta ungherese (n. 1948)
- 13 maggio - Manou Scheitler, calciatore lussemburghese (n. 1958)
- 13 maggio - Marzio Sepe, mafioso italiano (n. 1954)
- 13 maggio - Mohammed Sinwar, guerrigliero palestinese (n. 1975)
- 13 maggio - Teijirō Tanikawa, nuotatore giapponese (n. 1932)
- 13 maggio - Gordon Wenham, biblista e teologo britannico (n. 1943)
- 14 maggio - Chufo Lloréns, scrittore spagnolo (n. 1931)
- 14 maggio - Giorgio Panattoni, politico italiano (n. 1937)
- 14 maggio - Alì Rashid, politico, giornalista e attivista palestinese (n. 1953)
- 15 maggio - Luigi Alva, tenore peruviano (n. 1927)
- 15 maggio - Heidi Eisterlehner, tennista tedesca (n. 1949)
- 15 maggio - Taina Elg, ballerina e attrice finlandese (n. 1930)
- 15 maggio - Bruno Franceschetti, ginnasta e allenatore di ginnastica artistica italiano (n. 1941)
- 15 maggio - Steve Inwood, attore statunitense (n. 1947)
- 15 maggio - Geri Palamara, cantautore e pittore italiano (n. 1939)
- 15 maggio - Federica Ranchi, attrice italiana (n. 1939)
- 15 maggio - Glen Edward Rogers, serial killer statunitense (n. 1962)
- 15 maggio - Charles Strouse, compositore e paroliere statunitense (n. 1928)
- 15 maggio - Natallja Šykolenka, giavellottista bielorussa (n. 1964)
- 15 maggio - Karl-Heinz Vogt, calciatore tedesco (n. 1945)
- 16 maggio - Marianne Bernadotte, filantropa e attrice svedese (n. 1924)
- 16 maggio - Teo Ciavarella, pianista e compositore italiano (n. 1960)
- 16 maggio - Anna Maria Damigella, critica d'arte, saggista e storica dell'arte italiana (n. 1939)
- 16 maggio - Brian Glanville, scrittore e giornalista britannico (n. 1931)
- 16 maggio - Emmanuel Kundé, calciatore camerunese (n. 1956)
- 16 maggio - Peter David Lax, matematico statunitense (n. 1926)
- 16 maggio - Jadwiga Rappé, contralto polacco (n. 1952)
- 16 maggio - Umberto Segato, giornalista, scrittore e poeta italiano (n. 1932)
- 16 maggio - Gerard Soeteman, sceneggiatore olandese (n. 1936)
- 16 maggio - Meta Velander, attrice e doppiatrice svedese (n. 1924)
- 16 maggio - Teresa Vergalli, partigiana, insegnante e politica italiana (n. 1927)
- 17 maggio - Werenoi, rapper francese (n. 1994)
- 17 maggio - Michael Ledeen, storico e giornalista statunitense (n. 1941)
- 17 maggio - Luigi Lepri, scrittore italiano (n. 1938)
- 17 maggio - Franco Merli, attore italiano (n. 1956)
- 18 maggio - Bruno Capra, calciatore italiano (n. 1937)
- 18 maggio - Mario Carbone, regista, direttore della fotografia e fotografo italiano (n. 1924)
- 18 maggio - Cesare Maria Casati, architetto, designer e giornalista italiano (n. 1936)
- 18 maggio - Nicola Grauso, imprenditore, editore e politico italiano (n. 1949)
- 18 maggio - Francesco Romano, attore e regista italiano (n. 1964)
- 19 maggio - Alec Farrall, calciatore inglese (n. 1936)
- 19 maggio - Colton Ford, cantante e attore pornografico statunitense (n. 1962)
- 19 maggio - J. Arch Getty, storico statunitense (n. 1950)
- 19 maggio - Jurij Grigorovič, ballerino, coreografo e direttore artistico russo (n. 1927)
- 19 maggio - Kathleen Hughes, attrice statunitense (n. 1928)
- 19 maggio - Ignacio Rodríguez Bahena, calciatore e allenatore di calcio messicano (n. 1956)
- 20 maggio - Nino Benvenuti, pugile e attore italiano (n. 1938)
- 20 maggio - Joan Harrison, nuotatrice sudafricana (n. 1935)
- 20 maggio - Gadi Kinda, calciatore etiope (n. 1994)
- 20 maggio - Trần Đức Lương, politico vietnamita (n. 1937)
- 20 maggio - Jayant Vishnu Narlikar, astrofisico, divulgatore scientifico e scrittore indiano (n. 1938)
- 20 maggio - Stefano Simoncelli, poeta italiano (n. 1950)
- 20 maggio - George Wendt, attore statunitense (n. 1948)
- 21 maggio - Damjana Bratuž, pianista slovena (n. 1927)
- 21 maggio - Gerry Connolly, politico statunitense (n. 1950)
- 21 maggio - Robert A. Holton, chimico statunitense (n. 1944)
- 21 maggio - Jim Irsay, imprenditore e dirigente sportivo statunitense (n. 1959)
- 21 maggio - Alasdair MacIntyre, filosofo britannico (n. 1929)
- 21 maggio - Mariano Ozores, regista e sceneggiatore spagnolo (n. 1926)
- 21 maggio - Billy Williams, direttore della fotografia britannico (n. 1929)
- 22 maggio - Burgl Färbinger, sciatrice alpina tedesca (n. 1945)
- 22 maggio - Mark Jones, rugbista a 13 e rugbista a 15 britannico (n. 1965)
- 22 maggio - Alfredo Palacio, politico ecuadoriano (n. 1939)
- 22 maggio - Pippa Scott, attrice statunitense (n. 1935)
- 23 maggio - Oleksandr Berežnyj, calciatore sovietico (n. 1957)
- 23 maggio - Pavel Chaloupka, calciatore e allenatore di calcio cecoslovacco (n. 1959)
- 23 maggio - Mohammed Lakhdar-Hamina, regista cinematografico, sceneggiatore e produttore cinematografico algerino (n. 1934)
- 23 maggio - Mary K. Gaillard, fisica statunitense (n. 1939)
- 23 maggio - Sebastião Salgado, fotografo e fotoreporter brasiliano (n. 1944)
- 24 maggio - Susan Brownmiller, giornalista, scrittrice e attivista statunitense (n. 1935)
- 24 maggio - Peter David, scrittore e fumettista statunitense (n. 1956)
- 24 maggio - Kiril Ivkov, calciatore bulgaro (n. 1946)
- 24 maggio - Marcel Ophüls, regista, sceneggiatore e produttore cinematografico statunitense (n. 1927)
- 24 maggio - Eugenio Rizzolini, calciatore italiano (n. 1937)
- 24 maggio - Alan Yentob, manager e conduttore televisivo britannico (n. 1947)
- 25 maggio - François Barcelo, pubblicitario e scrittore canadese (n. 1941)
- 25 maggio - Christophe Clement, allevatore statunitense (n. 1965)
- 25 maggio - Simon House, violinista e tastierista britannico (n. 1948)
- 25 maggio - Luigi Settembrini, scrittore italiano (n. 1937)
- 25 maggio - Marie Tomášová, attrice ceca (n. 1929)
- 26 maggio - Antonio Baseotto, vescovo cattolico argentino (n. 1932)
- 26 maggio - Giuliano Berretta, dirigente d'azienda italiano (n. 1940)
- 26 maggio - Rick Derringer, cantante, chitarrista e compositore statunitense (n. 1947)
- 26 maggio - Robert Jarvik, ingegnere statunitense (n. 1946)
- 26 maggio - Massimo Marconi, fumettista italiano (n. 1945)
- 26 maggio - Waleed Mubarak, calciatore kuwaitiano (n. 1959)
- 26 maggio - Charles B. Rangel, politico statunitense (n. 1930)
- 27 maggio - Freddie Aguilar, cantautore, compositore e musicista filippino (n. 1953)
- 27 maggio - Presley Chweneyagae, attore sudafricano (n. 1984)
- 27 maggio - Ed Gale, attore statunitense (n. 1963)
- 27 maggio - Peter Kwong, attore statunitense (n. 1952)
- 27 maggio - Claudio Michelotto, ciclista su strada italiano (n. 1942)
- 27 maggio - Willie Stevenson, calciatore scozzese (n. 1939)
- 27 maggio - Jean Tiberi, magistrato e politico francese (n. 1935)
- 27 maggio - Juan Ramón Verón, calciatore e allenatore di calcio argentino (n. 1944)
- 28 maggio - Al Foster, batterista statunitense (n. 1943)
- 28 maggio - Ivanhoe Lo Bello, imprenditore e banchiere italiano (n. 1963)
- 28 maggio - Per Nørgård, compositore danese (n. 1932)
- 28 maggio - George Elwood Smith, fisico statunitense (n. 1930)
- 28 maggio - Ngugi wa Thiong'o, scrittore, poeta e drammaturgo keniota (n. 1938)
- 28 maggio - Francis Xavier Yu Soo-il, vescovo cattolico sudcoreano (n. 1945)
- 28 maggio - Nicola Zanelli, generale italiano (n. 1963)
- 29 maggio - Alf Clausen, compositore statunitense (n. 1941)
- 29 maggio - Ludo Dierckxsens, ciclista su strada belga (n. 1964)
- 29 maggio - Francesco Mallardo, mafioso italiano (n. 1951)
- 30 maggio - Michael Jude Byrnes, arcivescovo cattolico statunitense (n. 1958)
- 30 maggio - Giovanni Carbonella, politico italiano (n. 1946)
- 30 maggio - Prentis Hancock, attore britannico (n. 1942)
- 30 maggio - Tōji Kamata, filosofo giapponese (n. 1951)
- 30 maggio - Adriano Maggiani, archeologo, etruscologo e funzionario italiano (n. 1943)
- 30 maggio - Valerie Mahaffey, attrice statunitense (n. 1953)
- 30 maggio - Katarina Mazetti, scrittrice, giornalista e educatrice svedese (n. 1944)
- 30 maggio - Mario Primicerio, matematico e politico italiano (n. 1940)
- 30 maggio - Loretta Swit, attrice statunitense (n. 1937)
- 30 maggio - Renee Victor, attrice statunitense (n. 1938)
- 30 maggio - Emil Čuprenski, pugile bulgaro (n. 1960)
- 31 maggio - Andrea Bulgarella, imprenditore e dirigente sportivo italiano (n. 1946)
- 31 maggio - William Dudley, scenografo e costumista britannico (n. 1947)
- 31 maggio - Stanley Fischer, economista, dirigente d'azienda e banchiere israeliano (n. 1943)
- 31 maggio - Mirko Locatelli, regista e produttore cinematografico italiano (n. 1974)
- 31 maggio - Mike McCallum, pugile giamaicano (n. 1956)
- 31 maggio - Ernesto Pellegrini, imprenditore e dirigente sportivo italiano (n. 1940)

## Giugno(149)
- 1º giugno - Lachlan Stewart, mezzofondista britannico (n. 1943)
- 1º giugno - Steve Wright, giocatore di football americano statunitense (n. 1942)
- 2 giugno - Guglielmo Bellasi, pilota automobilistico e imprenditore svizzero (n. 1935)
- 2 giugno - Gustáv Mráz, calciatore cecoslovacco (n. 1934)
- 2 giugno - Pierre Nora, storico francese (n. 1931)
- 2 giugno - Giuseppe Parlato, storico italiano (n. 1952)
- 3 giugno - Cristian Brenna, arrampicatore e alpinista italiano (n. 1970)
- 3 giugno - Josip Joška Broz, politico serbo (n. 1947)
- 3 giugno - Eugen Doga, compositore moldavo (n. 1937)
- 3 giugno - Jim Marshall, giocatore di football americano statunitense (n. 1937)
- 3 giugno - Shigeo Nagashima, dirigente sportivo e giocatore di baseball giapponese (n. 1936)
- 3 giugno - José Antonio Tejedor, calciatore e allenatore di calcio spagnolo (n. 1943)
- 3 giugno - Edmund White, scrittore, critico letterario e saggista statunitense (n. 1940)
- 4 giugno - Nicole Croisille, attrice, cantante e danzatrice francese (n. 1936)
- 4 giugno - Marc Garneau, astronauta e politico canadese (n. 1949)
- 4 giugno - Pietro Ghislandi, attore italiano (n. 1957)
- 4 giugno - Niède Guidon, archeologa brasiliana (n. 1933)
- 4 giugno - Fred Hucul, hockeista su ghiaccio canadese (n. 1931)
- 4 giugno - Philippe Labro, giornalista, scrittore e regista francese (n. 1936)
- 4 giugno - Giancarlo Santalmassi, giornalista e conduttore radiofonico italiano (n. 1941)
- 4 giugno - Enzo Staiola, attore italiano (n. 1939)
- 4 giugno - Piero Testoni, politico e giornalista italiano (n. 1951)
- 5 giugno - Bill Atkinson, programmatore statunitense (n. 1951)
- 5 giugno - Walter Brueggemann, insegnante, teologo e biblista statunitense (n. 1933)
- 5 giugno - Gianfranco Butinar, conduttore radiofonico, imitatore e comico italiano (n. 1973)
- 5 giugno - Jelica Kalenić, cestista jugoslava (n. 1942)
- 5 giugno - Edgar Lungu, politico zambiano (n. 1956)
- 5 giugno - Pierre Toubert, medievista francese (n. 1932)
- 6 giugno - Zenon Zaczyński, calciatore polacco (n. 1942)
- 7 giugno - José Luis Mollaghan, arcivescovo cattolico argentino (n. 1946)
- 8 giugno - Saverio Asprea, politico e giurista italiano (n. 1932)
- 8 giugno - Ewa Dałkowska, attrice polacca (n. 1947)
- 8 giugno - David Greenwood, cestista statunitense (n. 1957)
- 8 giugno - Antioco Piseddu, vescovo cattolico italiano (n. 1936)
- 8 giugno - Carlo von Tiedemann, conduttore televisivo tedesco (n. 1943)
- 8 giugno - Stu Wilson, rugbista a 15 neozelandese (n. 1954)
- 9 giugno - Giuseppe Emili, politico italiano (n. 1942)
- 9 giugno - Frederick Forsyth, scrittore e giornalista britannico (n. 1938)
- 9 giugno - Barbara Holdridge, imprenditrice e editrice statunitense (n. 1929)
- 9 giugno - Tibor Kincses, judoka ungherese (n. 1960)
- 9 giugno - Panikos Krystallīs, calciatore e allenatore di calcio cipriota (n. 1938)
- 9 giugno - Marcel Sabou, calciatore rumeno (n. 1965)
- 9 giugno - Sly Stone, musicista, cantante e produttore discografico statunitense (n. 1943)
- 10 giugno - Suchinda Kraprayoon, politico e generale thailandese (n. 1933)
- 10 giugno - Paul Thomas, attore e regista statunitense (n. 1947)
- 10 giugno - Gazi Yaşargil, medico turco (n. 1925)
- 10 giugno - Harris Yulin, attore statunitense (n. 1937)
- 11 giugno - Ananda Lewis, modella e conduttrice televisiva statunitense (n. 1973)
- 11 giugno - Brian Wilson, cantautore, musicista e compositore statunitense (n. 1942)
- 11 giugno - Giorgio Zappa, dirigente d'azienda e dirigente pubblico italiano (n. 1945)
- 12 giugno - Maurice Gee, scrittore e anglista neozelandese (n. 1931)
- 12 giugno - Zoltán Horváth, schermidore ungherese (n. 1937)
- 12 giugno - Carlo Legrottaglie, militare italiano (n. 1965)
- 12 giugno - Geoff Palmer, botanico e attivista giamaicano (n. 1940)
- 13 giugno - Mohammad Bagheri, generale iraniano (n. 1960)
- 13 giugno - Barney Daniels, calciatore inglese (n. 1950)
- 13 giugno - Franzo Grande Stevens, avvocato italiano (n. 1928)
- 13 giugno - Amir Ali Hajizadeh, generale iraniano (n. 1961)
- 13 giugno - Sandro Pignatti, botanico e ecologo italiano (n. 1930)
- 13 giugno - Gholam Ali Rashid, generale iraniano (n. 1953)
- 13 giugno - Hossein Salami, generale iraniano (n. 1960)
- 13 giugno - Artur Santos, calciatore portoghese (n. 1931)
- 14 giugno - Violeta Barrios de Chamorro, politica nicaraguense (n. 1929)
- 14 giugno - Kate Bernheim, schermitrice francese (n. 1925)
- 14 giugno - Melissa Hortman, politica statunitense (n. 1970)
- 14 giugno - Vladimir Korotkov, tennista sovietico (n. 1948)
- 14 giugno - Giuseppe Nuara, politico italiano (n. 1936)
- 15 giugno - Emerenzio Barbieri, politico italiano (n. 1946)
- 15 giugno - Juan Calzadilla, poeta, pittore e critico d'arte venezuelano (n. 1930)
- 15 giugno - William Langewiesche, giornalista, saggista e antropologo statunitense (n. 1955)
- 15 giugno - Maria Trabucco, mezzosoprano e contralto italiano (n. 1949)
- 16 giugno - Hiroaki Tono, goista giapponese (n. 1939)
- 16 giugno - Manuel Zarzo, attore spagnolo (n. 1932)
- 17 giugno - Alfred Brendel, pianista e poeta austriaco (n. 1931)
- 17 giugno - Léon Krier, architetto e urbanista lussemburghese (n. 1946)
- 17 giugno - Bernard Lacombe, calciatore e allenatore di calcio francese (n. 1952)
- 17 giugno - Gailard Sartain, attore statunitense (n. 1946)
- 17 giugno - Ali Shadmani, generale iraniano
- 18 giugno - Giuseppe Gaspari, calciatore italiano (n. 1932)
- 18 giugno - Francesco Marenco, politico italiano (n. 1939)
- 18 giugno - Leonardo Morlino, politologo italiano (n. 1947)
- 18 giugno - Braulio Musso, calciatore cileno (n. 1930)
- 18 giugno - Mark Peploe, sceneggiatore e regista britannico (n. 1943)
- 18 giugno - Renê Eduardo Salomón, cestista brasiliano
- 19 giugno - Jack Betts, attore statunitense (n. 1929)
- 19 giugno - Francisco Cuoco, attore brasiliano (n. 1933)
- 19 giugno - Roger Haight, gesuita e teologo statunitense (n. 1936)
- 19 giugno - António Morato, calciatore portoghese (n. 1937)
- 19 giugno - John Pitts, giocatore di football americano statunitense (n. 1945)
- 20 giugno - Marita Camacho Quirós, supercentenaria costaricana (n. 1911)
- 20 giugno - Blake Farenthold, politico statunitense (n. 1961)
- 20 giugno - Ivar Giaever, fisico norvegese (n. 1929)
- 20 giugno - Francis Graham-Smith, astronomo britannico (n. 1923)
- 20 giugno - Mieczysław Młynarski, cestista e allenatore di pallacanestro polacco (n. 1956)
- 20 giugno - Pauli Nevala, giavellottista finlandese (n. 1940)
- 20 giugno - Umberto Pinardi, calciatore e allenatore di calcio italiano (n. 1928)
- 20 giugno - Mikayla Raines, attivista e youtuber statunitense (n. 1995)
- 20 giugno - Maria Voce, avvocata e teologa italiana (n. 1937)
- 21 giugno - Ermanno Corsi, giornalista e scrittore italiano (n. 1939)
- 21 giugno - Kailash Purryag, politico mauriziano (n. 1947)
- 21 giugno - Valentina Talyzina, attrice e doppiatrice sovietica (n. 1935)
- 22 giugno - Aki Aleong, attore trinidadiano (n. 1934)
- 22 giugno - Francesco Pazienza, agente segreto italiano (n. 1946)
- 22 giugno - Arnaldo Pomodoro, scultore e orafo italiano (n. 1926)
- 22 giugno - Franco Testa, pistard e ciclista su strada italiano (n. 1938)
- 23 giugno - Alessandro Cappabianca, architetto, critico d'arte e critico cinematografico italiano (n. 1937)
- 23 giugno - John Clark, calciatore e allenatore di calcio scozzese (n. 1941)
- 23 giugno - Rebekah Del Rio, cantautrice statunitense (n. 1967)
- 23 giugno - Gérard Lefranc, schermidore francese (n. 1935)
- 23 giugno - Li Fubao, calciatore cinese (n. 1955)
- 23 giugno - Lea Massari, attrice e modella italiana (n. 1933)
- 23 giugno - Peter Phillips, artista britannico (n. 1939)
- 23 giugno - Mick Ralphs, chitarrista e compositore britannico (n. 1944)
- 23 giugno - Jane Stanton Hitchcock, scrittrice e sceneggiatrice statunitense (n. 1946)
- 24 giugno - Francesco Bruni, linguista, storico della letteratura e italianista italiano (n. 1943)
- 24 giugno - Gaetano Morazzoni, politico, avvocato e dirigente sportivo italiano (n. 1932)
- 24 giugno - Clark Olofsson, criminale svedese (n. 1947)
- 24 giugno - Bobby Sherman, cantante e attore statunitense (n. 1943)
- 24 giugno - Alvaro Vitali, attore e comico italiano (n. 1950)
- 25 giugno - Marco Barlatay, calciatore argentino (n. 1974)
- 25 giugno - Carolyn McCarthy, politica statunitense (n. 1944)
- 25 giugno - John Patrick Williams, politico statunitense (n. 1937)
- 26 giugno - Robert Hagemes, bobbista statunitense (n. 1935)
- 26 giugno - Rick Hurst, attore statunitense (n. 1946)
- 26 giugno - Lalo Schifrin, compositore, arrangiatore e pianista argentino (n. 1932)
- 27 giugno - Bill Dellinger, mezzofondista statunitense (n. 1934)
- 27 giugno - Giuseppe Orefici, archeologo italiano (n. 1946)
- 27 giugno - Takahiro Shiraishi, serial killer giapponese (n. 1990)
- 27 giugno - Ileana Silai, mezzofondista rumena (n. 1941)
- 27 giugno - Paolo Sirena, calciatore italiano (n. 1945)
- 28 giugno - Giuseppe Caterina, politico italiano (n. 1943)
- 28 giugno - Gilda Cruz-Romo, soprano messicano (n. 1940)
- 28 giugno - Mabandla Dlamini, politico swati (n. 1930)
- 28 giugno - Peter James, attore e regista teatrale britannico (n. 1940)
- 28 giugno - Ihor Myronovyč Kalynec', poeta ucraino (n. 1939)
- 28 giugno - Giuseppe Martellotta, politico italiano (n. 1941)
- 28 giugno - Gabriele Alberto Quadri, scrittore, poeta e insegnante svizzero (n. 1950)
- 28 giugno - Jacques Vergnes, calciatore francese (n. 1948)
- 29 giugno - Stuart Burrows, tenore britannico (n. 1933)
- 29 giugno - Giovanni Mongini, scrittore, produttore cinematografico e saggista italiano (n. 1944)
- 29 giugno - Alan Peacock, calciatore inglese (n. 1937)
- 29 giugno - Reidar Tessem, calciatore e allenatore di calcio norvegese (n. 1945)
- 30 giugno - Ion Cernea, lottatore rumeno (n. 1936)
- 30 giugno - Kenneth Colley, attore britannico (n. 1937)
- 30 giugno - Luis Pascual Dri, cardinale argentino (n. 1927)
- 30 giugno - Saverio Indrio, doppiatore, direttore del doppiaggio e attore italiano (n. 1963)
- 30 giugno - Lajos Sătmăreanu, calciatore rumeno (n. 1944)
- 30 giugno - Nicola Savino, politico italiano (n. 1937)
- 30 giugno - Jim Shooter, fumettista e editore statunitense (n. 1951)

## Luglio(160)
- 1º luglio - Patrizia Arnaboldi, politica italiana (n. 1946)
- 1º luglio - Florence Delay, scrittrice e attrice francese (n. 1941)
- 1º luglio - Alex Delvecchio, hockeista su ghiaccio e allenatore di hockey su ghiaccio canadese (n. 1931)
- 1º luglio - Brian Fagan, egittologo e antropologo britannico (n. 1936)
- 1º luglio - Rinus Israël, calciatore e allenatore di calcio olandese (n. 1942)
- 1º luglio - Marco Onado, economista italiano (n. 1941)
- 1º luglio - Leonardo Paganelli, grecista e ebraista italiano (n. 1954)
- 1º luglio - Jimmy Swaggart, pastore protestante, predicatore e cantante statunitense (n. 1935)
- 2 luglio - Michail Gudkov, generale russo (n. 1983)
- 2 luglio - Julian McMahon, attore australiano (n. 1968)
- 2 luglio - Teresio Vachet, sciatore alpino e sciatore di velocità italiano (n. 1947)
- 3 luglio - Borja Gómez, pilota motociclistico spagnolo (n. 2005)
- 3 luglio - László Horváth, pentatleta ungherese (n. 1946)
- 3 luglio - Diogo Jota, calciatore portoghese (n. 1996)
- 3 luglio - Michael Madsen, attore statunitense (n. 1957)
- 3 luglio - Jacques Marinelli, ciclista su strada francese (n. 1925)
- 3 luglio - Antonio Pietrantonio, politico, dirigente pubblico e insegnante italiano (n. 1937)
- 3 luglio - Peter Rufai, calciatore nigeriano (n. 1963)
- 4 luglio - Richard Greenberg, drammaturgo e sceneggiatore statunitense (n. 1958)
- 4 luglio - Young Noble, rapper statunitense (n. 1978)
- 4 luglio - Lidia Semenova, scacchista ucraina (n. 1951)
- 4 luglio - Mark Snow, compositore statunitense (n. 1946)
- 5 luglio - Giuseppe Crippa, imprenditore italiano (n. 1935)
- 5 luglio - Mauro Del Vecchio, generale e politico italiano (n. 1946)
- 5 luglio - Sebastiano Filocamo, attore, regista teatrale e conduttore radiofonico italiano (n. 1958)
- 5 luglio - Ida Golin, calciatrice italiana (n. 1959)
- 5 luglio - Sauro Marianelli, scrittore italiano (n. 1933)
- 5 luglio - Emilio Molinari, politico italiano (n. 1939)
- 6 luglio - Andrea Bruno, architetto italiano (n. 1931)
- 6 luglio - Gordon Jago, calciatore e allenatore di calcio britannico (n. 1932)
- 6 luglio - Marco Madrigali, imprenditore e dirigente sportivo italiano (n. 1944)
- 6 luglio - Venanzio Nocchi, politico italiano (n. 1946)
- 6 luglio - Helena Tattermuschová, soprano ceco (n. 1933)
- 7 luglio - Dieter Kuprella, cestista e allenatore di pallacanestro tedesco (n. 1946)
- 7 luglio - Miguel Ángel López, calciatore e allenatore di calcio argentino (n. 1942)
- 7 luglio - Gábor Arpad Somorjai, chimico ungherese (n. 1935)
- 7 luglio - Roman Starovojt, politico russo (n. 1972)
- 7 luglio - Norman Tebbit, politico britannico (n. 1931)
- 8 luglio - Paulette Jiles, scrittrice e poetessa statunitense (n. 1943)
- 9 luglio - Osvaldo Aquino, calciatore paraguaiano (n. 1952)
- 9 luglio - Frank Layden, allenatore di pallacanestro e dirigente sportivo statunitense (n. 1932)
- 9 luglio - Ryan Reid, cestista statunitense (n. 1986)
- 9 luglio - Steven Rose, biologo britannico (n. 1938)
- 10 luglio - Francesco Bellini, imprenditore e dirigente sportivo italiano (n. 1947)
- 10 luglio - Stepan Jurčyšyn, calciatore e allenatore di calcio sovietico (n. 1957)
- 11 luglio - Ján Bakoš, storico dell'arte slovacco (n. 1943)
- 11 luglio - Goffredo Fofi, saggista, attivista e giornalista italiano (n. 1937)
- 11 luglio - Gerardo Litterio, politico italiano (n. 1926)
- 11 luglio - Martin Cruz Smith, scrittore e giornalista statunitense (n. 1942)
- 12 luglio - Rudolf van den Berg, regista olandese (n. 1949)
- 12 luglio - Lucio Russo, fisico, matematico e storico della scienza italiano (n. 1944)
- 12 luglio - Luis Sharpe, giocatore di football americano cubano (n. 1960)
- 13 luglio - David Adickes, scultore statunitense (n. 1927)
- 13 luglio - Muhammadu Buhari, politico nigeriano (n. 1942)
- 13 luglio - Giuseppe Caminiti, politico e medico italiano (n. 1935)
- 13 luglio - Dave Cousins, cantante britannico (n. 1940)
- 13 luglio - Tima Džebo, cestista jugoslava (n. 1963)
- 13 luglio - Francesco Tagliarini, politico e avvocato italiano (n. 1935)
- 14 luglio - Bill Chamberlain, cestista statunitense (n. 1949)
- 14 luglio - Alekos Kontovounīsios, cestista e allenatore di pallacanestro greco (n. 1937)
- 14 luglio - Aleksandr Naumovič Mitta, regista sovietico (n. 1933)
- 14 luglio - Jurij Moroz, regista russo (n. 1956)
- 14 luglio - Franco Moschini, imprenditore italiano (n. 1934)
- 14 luglio - Fauja Singh, maratoneta britannico (n. 1911)
- 15 luglio - Audun Grønvold, sciatore alpino e sciatore freestyle norvegese (n. 1976)
- 15 luglio - Gilberto Severini, scrittore italiano (n. 1941)
- 16 luglio - Bill Clay, politico statunitense (n. 1931)
- 16 luglio - Ahmed Faras, calciatore marocchino (n. 1946)
- 16 luglio - Connie Francis, cantante e attrice statunitense (n. 1937)
- 16 luglio - Jurij Kara, regista russo (n. 1954)
- 16 luglio - Gary Karr, contrabbassista statunitense (n. 1941)
- 17 luglio - Felix Baumgartner, paracadutista e base jumper austriaco (n. 1969)
- 17 luglio - Alan Bergman, paroliere statunitense (n. 1925)
- 17 luglio - Andrea Bonomi, filosofo italiano (n. 1940)
- 17 luglio - Bryan Braman, giocatore di football americano statunitense (n. 1987)
- 17 luglio - Titta Colleoni, musicista, compositore e pianista italiano (n. 1947)
- 17 luglio - Wyn Davies, calciatore gallese (n. 1942)
- 17 luglio - Nicolò Falsaperna, generale italiano (n. 1958)
- 17 luglio - Francesco Gnerre, saggista, critico letterario e sociologo italiano (n. 1944)
- 17 luglio - Giuseppe Spalazzi, calciatore italiano (n. 1943)
- 17 luglio - Udo Voigt, politico tedesco (n. 1952)
- 18 luglio - Jimmy Hunt, attore statunitense (n. 1939)
- 18 luglio - Roger Norrington, direttore d'orchestra britannico (n. 1934)
- 18 luglio - Hitomi Obara, lottatrice giapponese (n. 1981)
- 18 luglio - Ramiro Rodrigues Valente, calciatore brasiliano (n. 1933)
- 18 luglio - Harry Standjofski, attore e doppiatore canadese (n. 1959)
- 18 luglio - André Vingt-Trois, cardinale e arcivescovo cattolico francese (n. 1942)
- 18 luglio - Rex White, pilota automobilistico statunitense (n. 1929)
- 18 luglio - Roberto Zywica, calciatore argentino (n. 1947)
- 19 luglio - Dmitrij Vadimovič Alekseev, calciatore russo (n. 1973)
- 19 luglio - Ingvar Ambjørnsen, scrittore norvegese (n. 1956)
- 19 luglio - Sergio Campana, calciatore e avvocato italiano (n. 1934)
- 19 luglio - Luigi Antonio Cantafora, vescovo cattolico italiano (n. 1943)
- 19 luglio - Béatrice Uria-Monzon, mezzosoprano francese (n. 1963)
- 20 luglio - Rodney Baxter, fisico australiano (n. 1940)
- 20 luglio - Edoardo Boncinelli, genetista e fisico italiano (n. 1941)
- 20 luglio - Ferdinando Bozzi, calciatore italiano (n. 1957)
- 20 luglio - Giorgio Fanan, collezionista d'arte e bibliografo italiano (n. 1929)
- 20 luglio - Preta Gil, cantante, attrice e attivista brasiliana (n. 1974)
- 20 luglio - Tom Troupe, attore statunitense (n. 1928)
- 20 luglio - Malcolm-Jamal Warner, attore statunitense (n. 1970)
- 21 luglio - Velikkakathu Sankaran Achuthanandan, politico indiano (n. 1923)
- 21 luglio - Cedric Badjeck, calciatore camerunese (n. 1995)
- 21 luglio - David Rendall, tenore britannico (n. 1948)
- 21 luglio - Crescencio Gutiérrez, calciatore messicano (n. 1933)
- 21 luglio - Isabella, cantante, attrice e cabarettista italiana (n. 1939)
- 21 luglio - Giuseppe Pessina, hockeista su pista italiano (n. 1940)
- 22 luglio - Alexander Bernstein, educatore e insegnante statunitense (n. 1955)
- 22 luglio - John Fallon, calciatore scozzese (n. 1940)
- 22 luglio - Piero Fiorelli, linguista, storico della letteratura e giurista italiano (n. 1923)
- 22 luglio - Jane Greer, poetessa statunitense (n. 1953)
- 22 luglio - Joey Jones, calciatore gallese (n. 1955)
- 22 luglio - Chuck Mangione, musicista, compositore e trombettista statunitense (n. 1940)
- 22 luglio - Ozzy Osbourne, cantautore e compositore britannico (n. 1948)
- 22 luglio - Celeste Pin, calciatore e dirigente sportivo italiano (n. 1961)
- 23 luglio - Michelle Duff, pilota motociclistica canadese (n. 1939)
- 23 luglio - Jean Kerléo, profumiere francese (n. 1932)
- 23 luglio - George Kooymans, cantante e chitarrista olandese (n. 1948)
- 24 luglio - Julio César Cortés, allenatore di calcio e calciatore uruguaiano (n. 1941)
- 24 luglio - Sulochana Gadgil, meteorologa e oceanografa indiana (n. 1944)
- 24 luglio - Hulk Hogan, wrestler e attore statunitense (n. 1953)
- 24 luglio - Cleo Laine, cantante britannica (n. 1927)
- 24 luglio - Paolo Magistrini, cestista italiano (n. 1936)
- 24 luglio - Josef Černý, hockeista su ghiaccio ceco (n. 1939)
- 25 luglio - Jacques Neirynck, ingegnere elettrotecnico e politico belga (n. 1931)
- 25 luglio - Herbert Pankau, calciatore tedesco orientale (n. 1941)
- 25 luglio - Dwight Muhammad Qawi, pugile statunitense (n. 1953)
- 26 luglio - Evelio Droz, cestista portoricano (n. 1937)
- 26 luglio - Willie Irvine, calciatore nordirlandese (n. 1943)
- 26 luglio - Tom Lehrer, cantautore, comico e pianista statunitense (n. 1928)
- 26 luglio - Ziad Rahbani, compositore e pianista libanese (n. 1956)
- 26 luglio - Dick Schneider, calciatore olandese (n. 1948)
- 26 luglio - Jean Marie Sylla, calciatore guineano (n. 1983)
- 27 luglio - Horst Mahler, attivista e pubblicista tedesco (n. 1936)
- 27 luglio - Giuseppe Ossorio, politico italiano (n. 1944)
- 27 luglio - Celso Valli, compositore, arrangiatore e produttore discografico italiano (n. 1950)
- 27 luglio - Christian Winiger, calciatore svizzero (n. 1945)
- 28 luglio - Michel Callon, sociologo e ingegnere francese (n. 1945)
- 28 luglio - Laura Dahlmeier, biatleta e alpinista tedesca (n. 1993)
- 28 luglio - Raffaele Fiore, terrorista italiano (n. 1954)
- 28 luglio - Salvatore Gionta, pallanuotista italiano (n. 1930)
- 28 luglio - Mick Kearin, calciatore irlandese (n. 1943)
- 28 luglio - Enrico Lucherini, imprenditore italiano (n. 1932)
- 28 luglio - John Miszuk, hockeista su ghiaccio canadese (n. 1940)
- 28 luglio - Ryne Sandberg, giocatore di baseball e allenatore di baseball statunitense (n. 1959)
- 29 luglio - Alon Abutbul, attore e doppiatore israeliano (n. 1965)
- 29 luglio - Paul Day, cantante britannico (n. 1956)
- 29 luglio - Jean-Pierre Egger, pesista, discobolo e allenatore di atletica leggera svizzero (n. 1943)
- 29 luglio - Mark Lazarus, calciatore inglese (n. 1938)
- 29 luglio - Claudio Lazzaro, giornalista e regista italiano (n. 1944)
- 29 luglio - Paolo Scirpa, artista italiano (n. 1934)
- 29 luglio - Helmut Swiczinsky, architetto austriaco (n. 1944)
- 30 luglio - Marina Donato, produttrice televisiva e autrice televisiva italiana (n. 1949)
- 30 luglio - Marianne Jahn, sciatrice alpina austriaca (n. 1942)
- 31 luglio - Adriana Asti, attrice e doppiatrice italiana (n. 1931)
- 31 luglio - Flaco Jiménez, fisarmonicista statunitense (n. 1939)
- 31 luglio - Antônio Carlos Vendramini, allenatore di pallacanestro brasiliano (n. 1950)
- 31 luglio - Robert Wilson, regista teatrale, drammaturgo e coreografo statunitense (n. 1941)
- 31 luglio - Jesto, rapper italiano (n. 1984)
- 31 luglio - Marlena Zagoni, canottiera rumena (n. 1951)

## Agosto(106)
- 1º agosto - Rahaman Ali, pugile statunitense (n. 1943)
- 1º agosto - Romano Forleo, ginecologo, sessuologo e politico italiano (n. 1933)
- 1º agosto - Jonathan Kaplan, regista statunitense (n. 1947)
- 1º agosto - Jeannie Seely, cantautrice, produttrice discografica e attrice teatrale statunitense (n. 1940)
- 2 agosto - Edson Perri, pallanuotista brasiliano (n. 1928)
- 2 agosto - Hilary Weston, politica, imprenditrice e scrittrice canadese (n. 1942)
- 3 agosto - Loni Anderson, attrice statunitense (n. 1945)
- 3 agosto - Nando Angelini, attore e autore televisivo italiano (n. 1933)
- 3 agosto - Federico Caputi, calciatore e allenatore di calcio italiano (n. 1950)
- 3 agosto - Fritz Lobinger, vescovo cattolico e missionario tedesco (n. 1929)
- 3 agosto - Giuseppe Malandrino, vescovo cattolico italiano (n. 1931)
- 3 agosto - Margaret W. Rossiter, storica della scienza statunitense (n. 1944)
- 3 agosto - Ercole Spada, designer italiano (n. 1937)
- 3 agosto - Ersilia Zamponi, saggista e insegnante italiana (n. 1940)
- 4 agosto - Marco Bonamico, cestista italiano (n. 1957)
- 4 agosto - Jane Morgan, cantante e compositrice statunitense (n. 1924)
- 4 agosto - Talğat Mūsabaev, cosmonauta kazako (n. 1951)
- 4 agosto - Angelo Maria Ricci, fumettista e illustratore italiano (n. 1946)
- 4 agosto - James Whale, conduttore radiofonico, conduttore televisivo e scrittore britannico (n. 1951)
- 4 agosto - Eldar Šengelaja, regista, sceneggiatore e politico georgiano (n. 1933)
- 5 agosto - Jorge Costa, calciatore, allenatore di calcio e dirigente sportivo portoghese (n. 1971)
- 5 agosto - Ion Iliescu, ingegnere e politico rumeno (n. 1930)
- 5 agosto - Ove Kindvall, calciatore svedese (n. 1943)
- 5 agosto - John Laband, storico e scrittore sudafricano (n. 1947)
- 5 agosto - Enrico Lanzi, calciatore e allenatore di calcio italiano (n. 1953)
- 5 agosto - Frank Mill, calciatore tedesco (n. 1958)
- 5 agosto - Terry Reid, cantante e chitarrista britannico (n. 1949)
- 5 agosto - Snyder Rini, politico salomonese (n. 1948)
- 5 agosto - Kjell-Erik Ståhl, maratoneta e orientista svedese (n. 1946)
- 5 agosto - Ofer Yaakobi, cestista israeliano (n. 1961)
- 5 agosto - Vladimiro Zagrebelsky, magistrato e giurista italiano (n. 1940)
- 6 agosto - Suleiman Al-Obaid, calciatore palestinese (n. 1984)
- 6 agosto - Ðorđe Andrijašević, cestista e allenatore di pallacanestro jugoslavo (n. 1931)
- 6 agosto - Gianni Berengo Gardin, fotografo e fotoreporter italiano (n. 1930)
- 6 agosto - Eddie Palmieri, pianista e compositore statunitense (n. 1936)
- 6 agosto - Randy Stephens, cestista colombiano (n. 1957)
- 7 agosto - Nemanja Đurić, cestista e allenatore di pallacanestro jugoslavo (n. 1936)
- 7 agosto - Sonya Klopfer, pattinatrice artistica su ghiaccio statunitense (n. 1934)
- 7 agosto - Jim Lovell, astronauta statunitense (n. 1928)
- 7 agosto - Myint Swe, generale e politico birmano (n. 1951)
- 8 agosto - Gianluigi Ceruti, politico e avvocato italiano (n. 1937)
- 8 agosto - Terry Hennessey, calciatore gallese (n. 1942)
- 8 agosto - Estanislao Esteban Karlic, cardinale e arcivescovo cattolico argentino (n. 1926)
- 8 agosto - Mirella Parutto, soprano e mezzosoprano italiano (n. 1936)
- 8 agosto - William H. Webster, militare, funzionario e giurista statunitense (n. 1924)
- 9 agosto - Ivan Ivanovič Krasko, attore russo (n. 1930)
- 9 agosto - Stanislao Loffreda, francescano, presbitero e archeologo italiano (n. 1932)
- 9 agosto - Theodoros Pallas, calciatore greco (n. 1949)
- 9 agosto - Ludovico Peregrini, autore televisivo e personaggio televisivo italiano (n. 1943)
- 9 agosto - Nobuo Yamada, cantante giapponese (n. 1964)
- 10 agosto - Gianni Bergamelli, pittore italiano (n. 1930)
- 10 agosto - Liberato Esposito, arbitro di calcio italiano (n. 1946)
- 10 agosto - Egon Henninger, nuotatore tedesco orientale (n. 1940)
- 10 agosto - Kunishige Kamamoto, calciatore, allenatore di calcio e politico giapponese (n. 1944)
- 10 agosto - Paola Mauriello, cestista e allenatrice di pallacanestro italiana (n. 1981)
- 10 agosto - Bobby Whitlock, musicista e cantautore statunitense (n. 1948)
- 11 agosto - Mario Forte, politico italiano (n. 1936)
- 11 agosto - Claude Gasnal, cestista francese (n. 1949)
- 11 agosto - Sheila Jordan, cantautrice statunitense (n. 1928)
- 11 agosto - Benő Káposzta, calciatore ungherese (n. 1942)
- 11 agosto - Celso Garrido Lecca, compositore peruviano (n. 1926)
- 11 agosto - Alfredo Messina, politico italiano (n. 1935)
- 11 agosto - Miguel Uribe Turbay, politico colombiano (n. 1986)
- 12 agosto - Alfredo Diana, politico italiano (n. 1930)
- 12 agosto - Aino Pervik, scrittrice, traduttrice e critica letteraria estone (n. 1932)
- 12 agosto - George Reid, politico e giornalista britannico (n. 1939)
- 13 agosto - Andrea Amatucci, giurista italiano (n. 1938)
- 13 agosto - Franco Cresci, calciatore italiano (n. 1945)
- 13 agosto - Mathias Grassow, musicista tedesco (n. 1963)
- 13 agosto - Tomo Sakurai, doppiatrice, cantante e attrice giapponese (n. 1971)
- 13 agosto - Sonallah Ibrahim, scrittore egiziano (n. 1937)
- 13 agosto - Tamás Pálffy, cestista ungherese (n. 1948)
- 14 agosto - Auro Enzo Basiliani, calciatore e allenatore di calcio italiano (n. 1934)
- 14 agosto - Michael Castle, politico statunitense (n. 1939)
- 14 agosto - Giuseppe Macrì, judoka italiano (n. 1958)
- 14 agosto - Vece Paes, hockeista su prato e medico indiano (n. 1945)
- 14 agosto - Nicanor Perlas, politico, attivista e ambientalista filippino (n. 1950)
- 14 agosto - Bernardo Ruiz, ciclista su strada e dirigente sportivo spagnolo (n. 1925)
- 14 agosto - Lucia Tumiati Barbieri, scrittrice italiana (n. 1926)
- 14 agosto - Mats Wahl, scrittore svedese (n. 1945)
- 15 agosto - Greg Iles, scrittore statunitense (n. 1960)
- 15 agosto - Tristan Rogers, attore e produttore cinematografico statunitense (n. 1946)
- 15 agosto - Jamshied Sharifi, musicista, compositore e produttore discografico iraniano (n. 1960)
- 16 agosto - Pippo Baudo, conduttore televisivo, autore televisivo e conduttore radiofonico italiano (n. 1936)
- 16 agosto - Fernando Cruz, calciatore portoghese (n. 1940)
- 16 agosto - Amalia Del Ponte, artista, designer e scultrice italiana (n. 1936)
- 16 agosto - Larry Jones, cestista e allenatore di pallacanestro statunitense (n. 1942)
- 16 agosto - Caroline Krook, vescova luterana svedese (n. 1944)
- 16 agosto - Richard Tylinski, calciatore francese (n. 1937)
- 17 agosto - Paolo Angioni, cavaliere italiano (n. 1938)
- 17 agosto - Niilo Halonen, saltatore con gli sci finlandese (n. 1940)
- 17 agosto - Hans-Bert Matoul, calciatore tedesco orientale (n. 1945)
- 17 agosto - Jack McClelland, giocatore di poker e dirigente sportivo statunitense (n. 1951)
- 17 agosto - Torsten Michaelis, attore e doppiatore tedesco (n. 1961)
- 17 agosto - Sergio Pollastrelli, politico italiano (n. 1934)
- 17 agosto - Terence Stamp, attore britannico (n. 1938)
- 18 agosto - Tendai Ndoro, calciatore zimbabwese (n. 1985)
- 18 agosto - Alvaro Piccardi, attore e regista italiano (n. 1941)
- 19 agosto - André Louis Fort, vescovo cattolico francese (n. 1935)
- 19 agosto - Martin Laamers, calciatore olandese (n. 1968)
- 19 agosto - Graziano Motta, giornalista, scrittore e critico musicale italiano (n. 1929)
- 19 agosto - Razak Omotoyossi, calciatore beninese (n. 1985)
- 19 agosto - Lucio Tarquinio, politico italiano (n. 1949)
- 19 agosto - Salvo Vitale, scrittore e poeta italiano (n. 1943)
- 20 agosto - Frank Caprio, giudice statunitense (n. 1936)
- 20 agosto - Francesco Musotto, politico italiano (n. 1947)

## Senza giorno specificato(5)
- Vittorio Battarra, doppiatore e attore italiano (n. 1935)
- John Cruickshank, militare e aviatore britannico (n. 1920)
- Andria Hall, ballerina britannica (n. 1956)
- Marian Marinache, cestista rumeno (n. 1960)
- István Sahin-Tóth, cestista ungherese (n. 1936)